# Augustiniánský klášter u kostela svatého Tomáše (Brno)
Augustiniánský klášter v Brně je komplex budov, ve kterém se od svého založení roku 1350 nacházel konvent obutých augustiniánů, jenž se během josefinských reforem roku 1783 musel přestěhovat do Starobrněnského kláštera, kde sídlí dodnes. Součástí kláštera byl kostel svatého Tomáše, dnešní Místodržitelský palác a budova katastrálního úřadu.

## Historie

### Založení a válečné útrapy
Klášter obutých augustiniánů byl založen markrabětem moravským Janem Jindřichem roku 1350 za severními hradbami Brna, který jej koncipoval jako pohřebiště lucemburského rodu. Právě díky tomu, že zde byli pohřbíváni Lucemburkové jako pozdější markrabě a římský král Jošt, se zvyšoval význam tohoto kláštera. Do roku 1400 byly na tomto místě postaveny klášterní budovy a bazilikální kostel, pro který daroval císař Karel IV. obraz Černé Madony. Roku 1428 klášter značně poškodili husité, proto byl roku 1486 obehnán hradbami a částečně připojen k městu, protože od něj jej stále dělila tzv. Dřevěná brána. Následně se přestavoval kostel, klášter byl však znova poničen během švédského obléhání roku 1645. V 50. a 60. letech 17. století se opravovaly konventní budovy a postavena byla nová prelatura, posléze se přestavovalo také průčelí kostela a věž. 

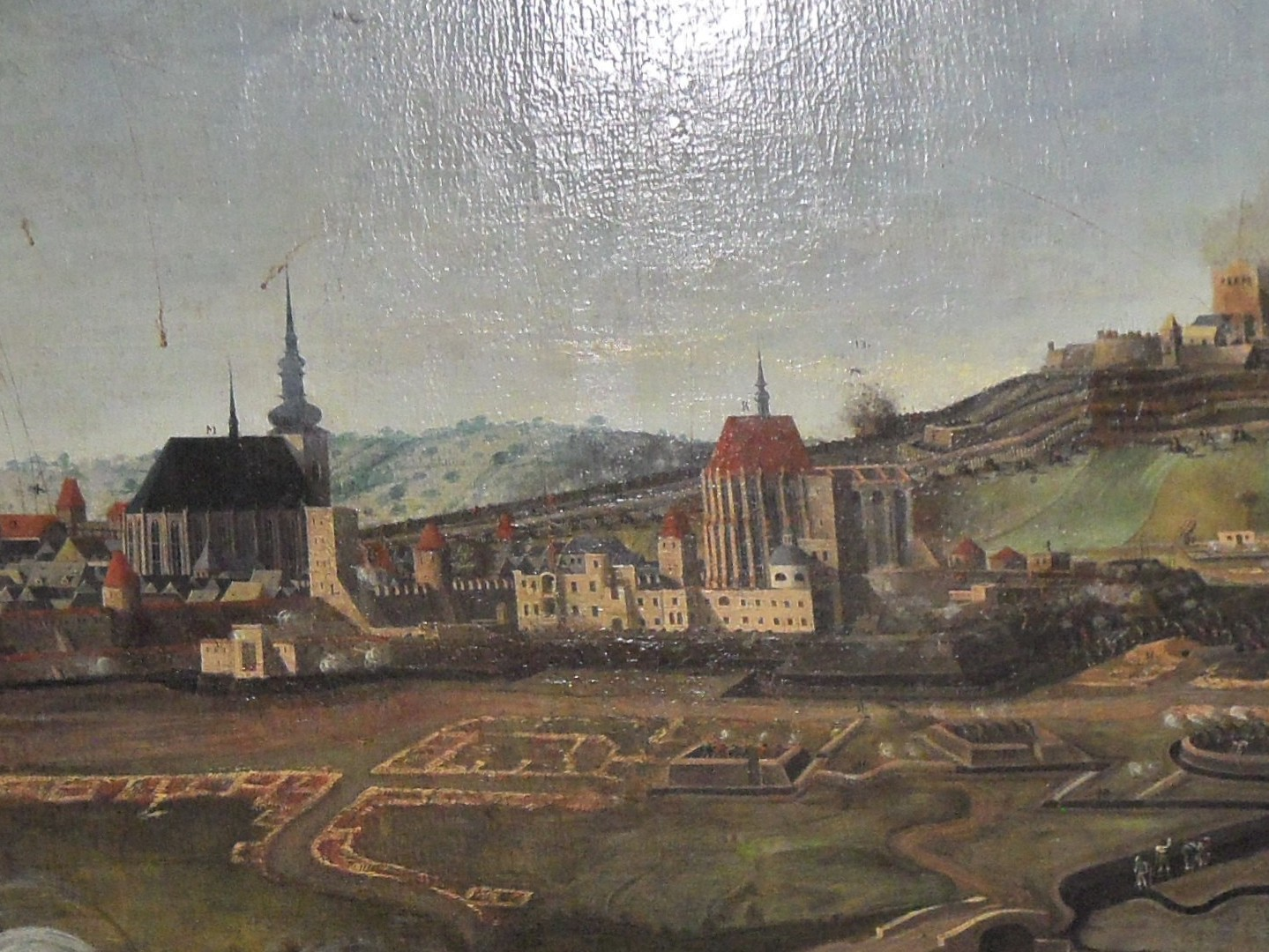
Veduta obléhání Brna roku 1645, pohled na kostel sv. Jakuba a klášter
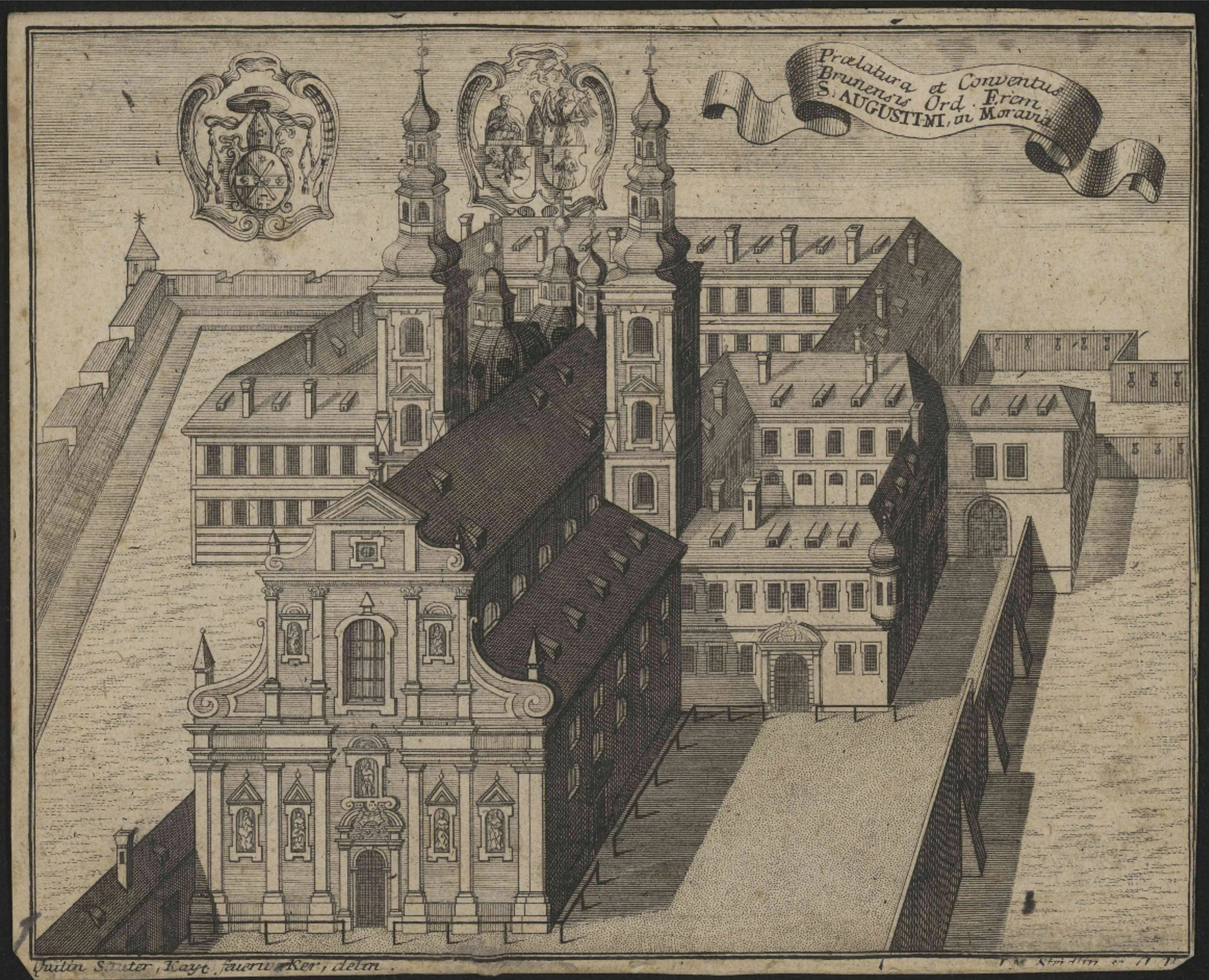
Rytina s idealizovaným vyobrazením kláštera, asi 30. léta 18. století

### Přestavba kláštera a jeho zrušení

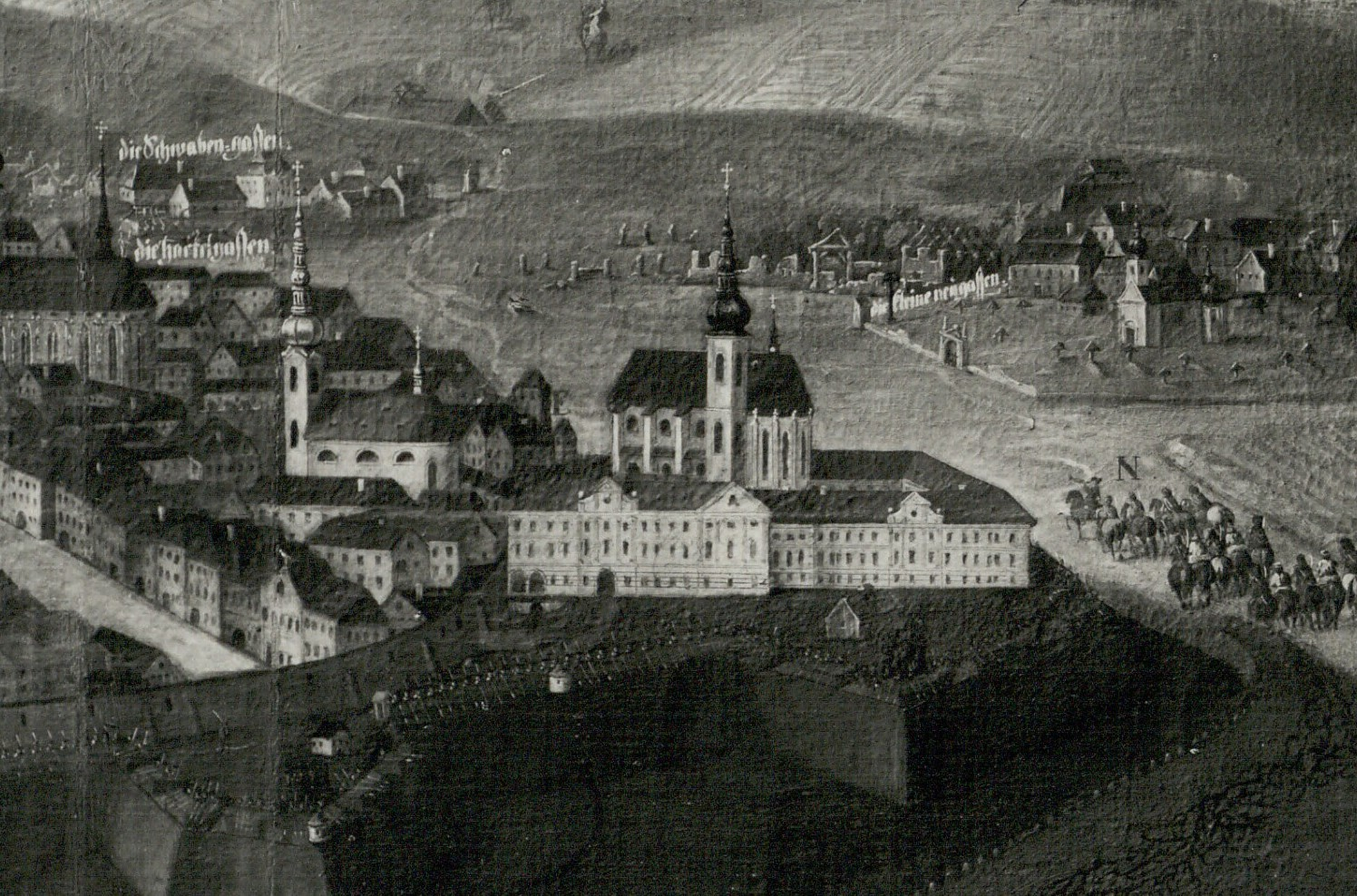
Nedatované vyobrazení kláštera na vedutě obléhání roku 1742

Kvůli vzrůstající prestiži kláštera se převor Andreas Zirkl rozhodl o opětovnou přestavbu, která byla zahájena roku 1732 podle projektu Mořice Grimma. Nejmladší budova prelatury měla být pouze modernizována, přistavěny však měly být další budovy. Již od počátku Grimmův projekt dělí klášter na konvent (část pro řádové členy), prelaturu (křídlo se sídlem preláta) a prefekturu (část se sídlem prefekta). Do roku 1736 byl dostavěn konvent, přičemž byla přestavěna Mariánská kaple, do které byl umístěn stříbrný oltář se vsazenou Černou Madonou. Od roku 1735 se stavěla prelatura, do které se o dva roky později nastěhoval nový převor Kristián Obsolka. Tehdy se ve výzdobě fasád začal projevovat architektův syn František Antonín Grimm. Roku 1741 byl hotov refektář, následně se již za preláta Matouše Pertschera dostavovalo patro prelatury a prefektura. Avšak, koncept prefektury byl oproti původnímu projektu Mořice pozměněn a jeho fasáda byla vystavěna reprezentativně s naddimenzovaným portálem. Má se za to, že se v poslední fázi přestavby zásadně uplatnil jeho syn a změna sociální funkce kláštera. Projevily se nejspíše také ambice preláta Matouše Pertschera, který intenzivně usiloval o získání opatské funkce, která mu byla konečně udělena roku 1752. Na interiérové výzdobě se podíleli umělci Josef Tadeáš Rotter, Josef Leonard Weber a bratr Bernard Stöttner. Přestavba klášterních budov skončila roku 1752. V 60. letech se stavěl ještě nový hlavní oltář v kostele, jehož presbytář byl předtím v letech 1751–52 přestavěn Mořicem Grimmem. Nedlouho poté, roku 1783, probíhalo rušení klášterů nařízené Josefem II., takže budovy augustiniánského kláštera zabraly úřady a klášterní komunita náhradou získala budovy zrušeného cisterciáckého kláštera na Starém Brně, do kterého se museli přestěhovat. S sebou si vzali klášterní knihovnu včetně mobiliáře, obrazárny a stříbrného oltáře z Mariánské kaple. Nyní v bývalém klášteře sídlí katastrální úřad (bývalý konvent) a Moravská galerie (původně prefektura a prelatura). Budovy cisterciáckého kláštera však byly v dezolátním stavu, proto je augustiniáni mezi lety 1797 a 1804 přestavovali.

### Sekularizace budov až současnost

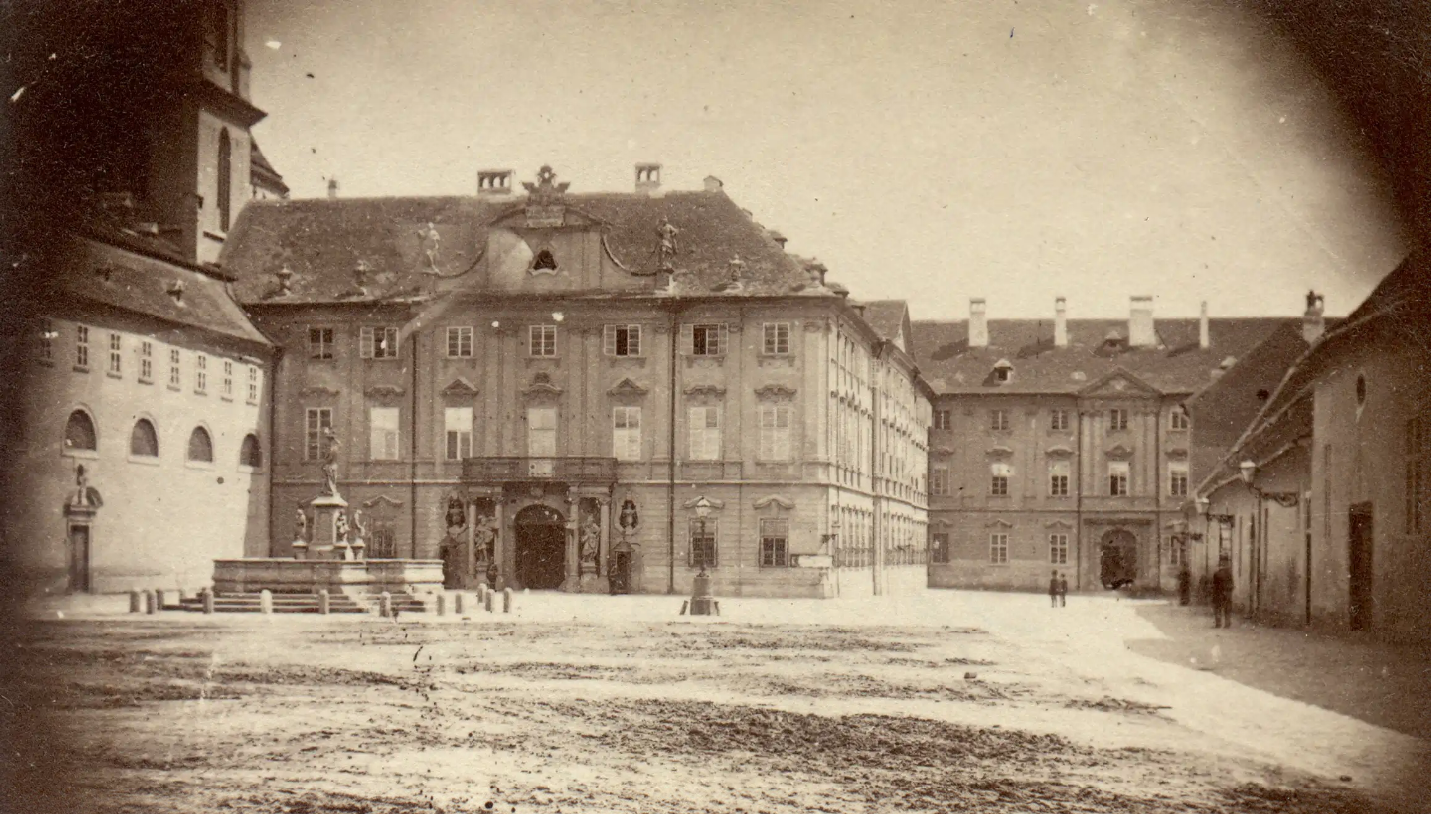
Místodržitelský palác a kašna před ním v roce 1867
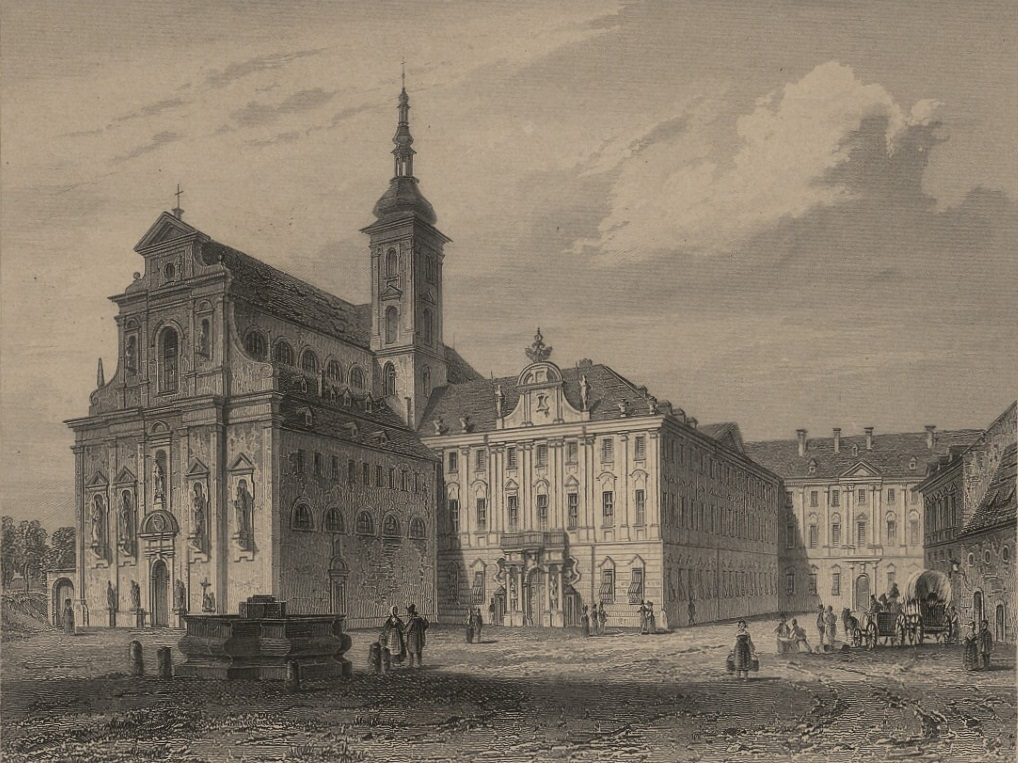
Rytina s kostelem sv. Tomáše, ca 1842

### Události spojené s klášterem

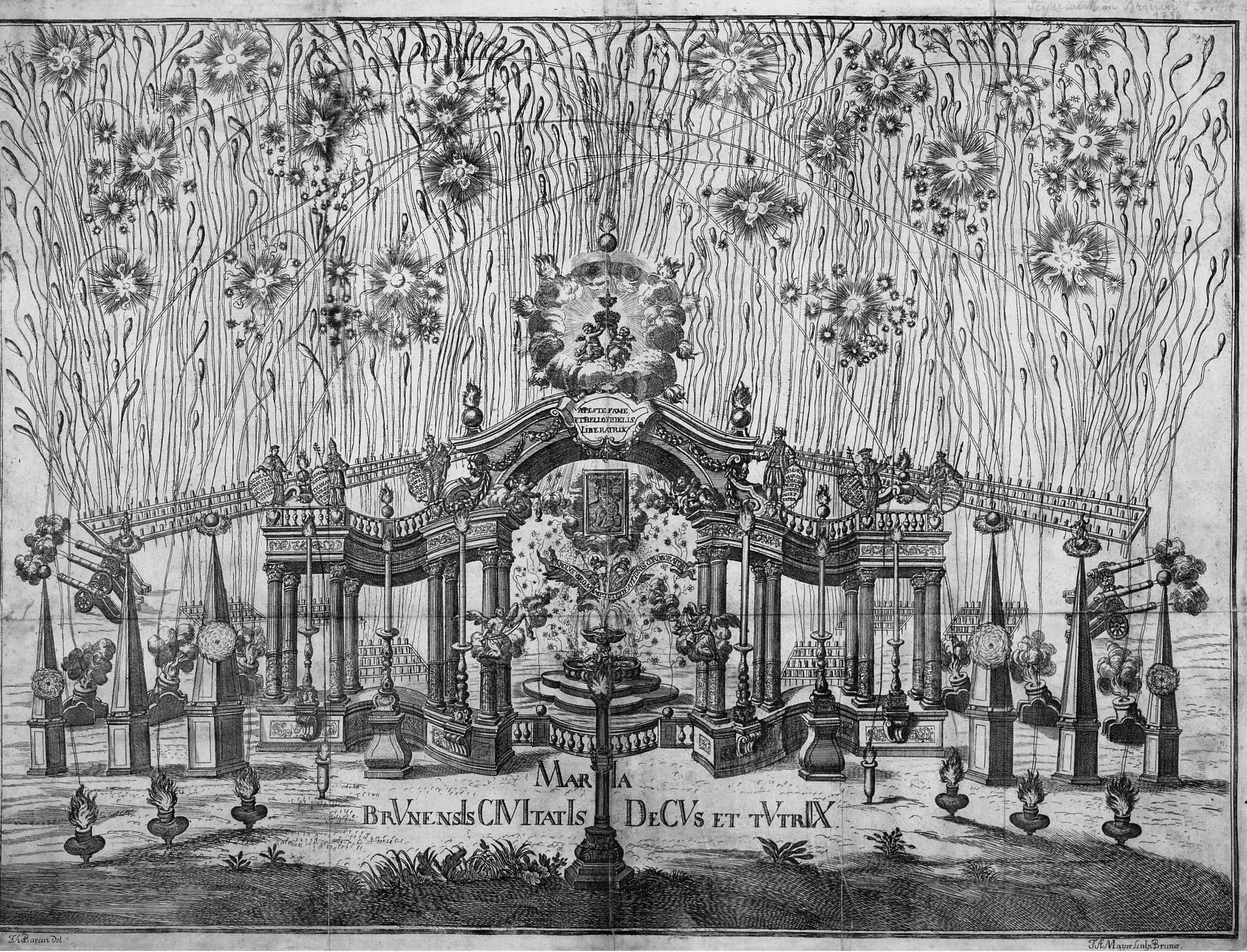
Ohňostroj během oslav korunovace milostného madonny svatotomské v Brně, 1736. Rytina Franze Antona Mayera.
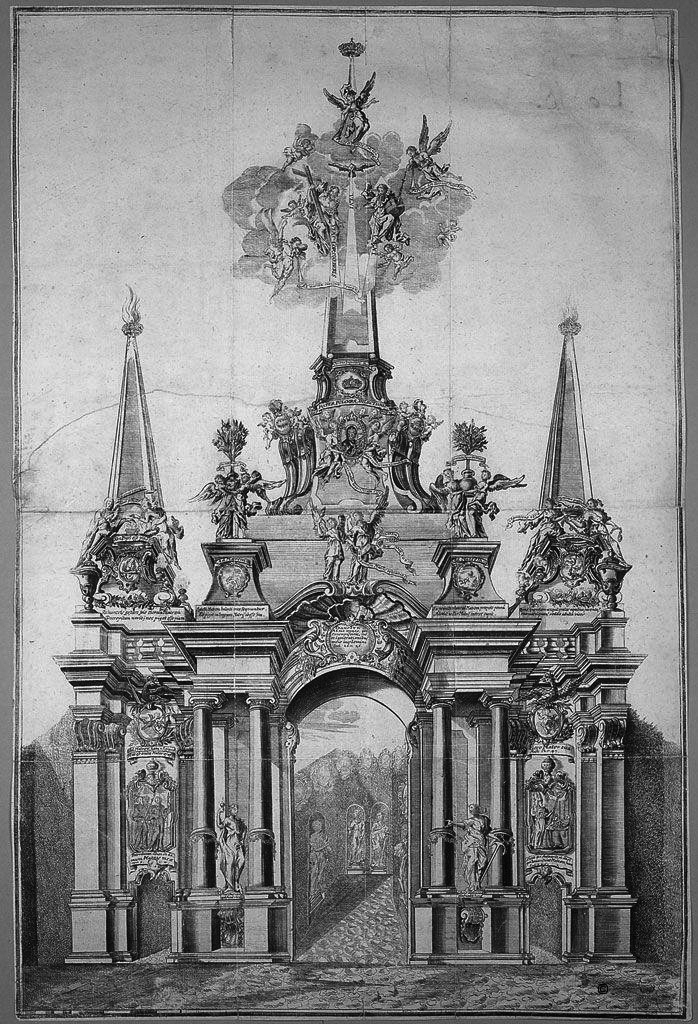
Malá slavnostní brána před prelaturou, postavená při korunovaci svatotomské madony v roce 1736. Rytina F. Eckstein a B. Setletzky

## Stavební komplex
Komplex kláštera lze rozdělit do čtyř částí. Dominantní součástí je trojlodní bazilikální kostel sv. Tomáše, jehož kněžiště je dlouhé, odsazené a polygonálně ukončené. Na severní straně kněžiště přiléhá podélný prostor, původně zakončený polygonálně, který sloužil jako mariánská kaple. Z tohoto prostoru ještě vybíhá čtyřboká místnost, jenž sloužila jako kaple mrtvých (později kaple sv. Kříže). Právě od této kaple vybíhá západní křídlo původního konventu, který pokračuje dále kolem dvora a jeho východní křídlo se za kněžištěm spojuje s východním křídlem původní prelatury. Prelatura je opět se dvorem a těsně přiléhá k jižní straně kněžiště. Západní část prelatury je opatřena velkým vestibulem a masivním schodištěm. V prostoru za kněžištěm je ještě malý světlík, schodiště a krátká chodba, která spojovala východní křídlo konventu s kněžištěm. Dále se zde nachází menší místnosti, které původně sloužily jako repositorium sakristie. V místě styku východního křídla konventu a prelatury se nachází velká prostora původního refektáře (dnes tzv. Barokní sál), do které směřuje severní křížová chodba prefektury. Jižně od této místnosti navazuje na prefekturu křídlo původní prelatury.

Již zmíněný architekt Mořic Grimm koncipoval a rozdělil klášterní komplex logicky a funkčně, podle přání převora. Severní konvent sloužil mnichům, prefektura a prelatura, soudě podle svého pojmenování, pak prefektovi a prelátovi. Místnosti určené pro setkávání klášterní komunity – refektář a knihovnu nad ním – pak umístil v jejich styku, přičemž jejich zeď mírně vystupuje. Právě tyto místnosti byly považovány za reprezentativní, takže se zde nejspíše uplatnil i zájem je umístit, tak aby byly co nejlépe přístupné váženými hosty. Grimm navíc uvažoval o jejich umístění více na sever, tak aby byly ve středu fasády, nejspíše však vyhrálo jejich umístění nad vzhledem fasády. Křídlo prelatury umístil Grimm co nejdále od částí určených klášternímu životu, tak aby nebyl prelát rušen a mohl se věnovat administrativním záležitostem. V jeho přízemí byly proto umístěny také další zařízení netýkající se víry – stáje, byt kočího a nejspíše i dílny. Co se týče vchodů, tak od počátku Grimm počítal se třemi samostatnými vchody, jeden do konventu, druhý do prelatury a třetí ve styku prelatury a prefektury, přímo naproti tzv. Dřevěné bráně (také Běhounské). Právě vchod u brány měl být nejspíše hlavním, tak jak naznačuje dosud dochovaný vestibul, zakreslené schodiště a niky ve fasádě. V křídle prelatury se nachází ještě další průchod. Prefektura, původně konvent, měla být pouze přestavěna, časem však došlo ke změně konceptu a prefektura byla oproti původnímu projektu pozměněna a hlavním vchodem se stal její portál, který směřuje více k Veselé bráně. Portál naproti Dřevěné brány byl tedy zazděn.

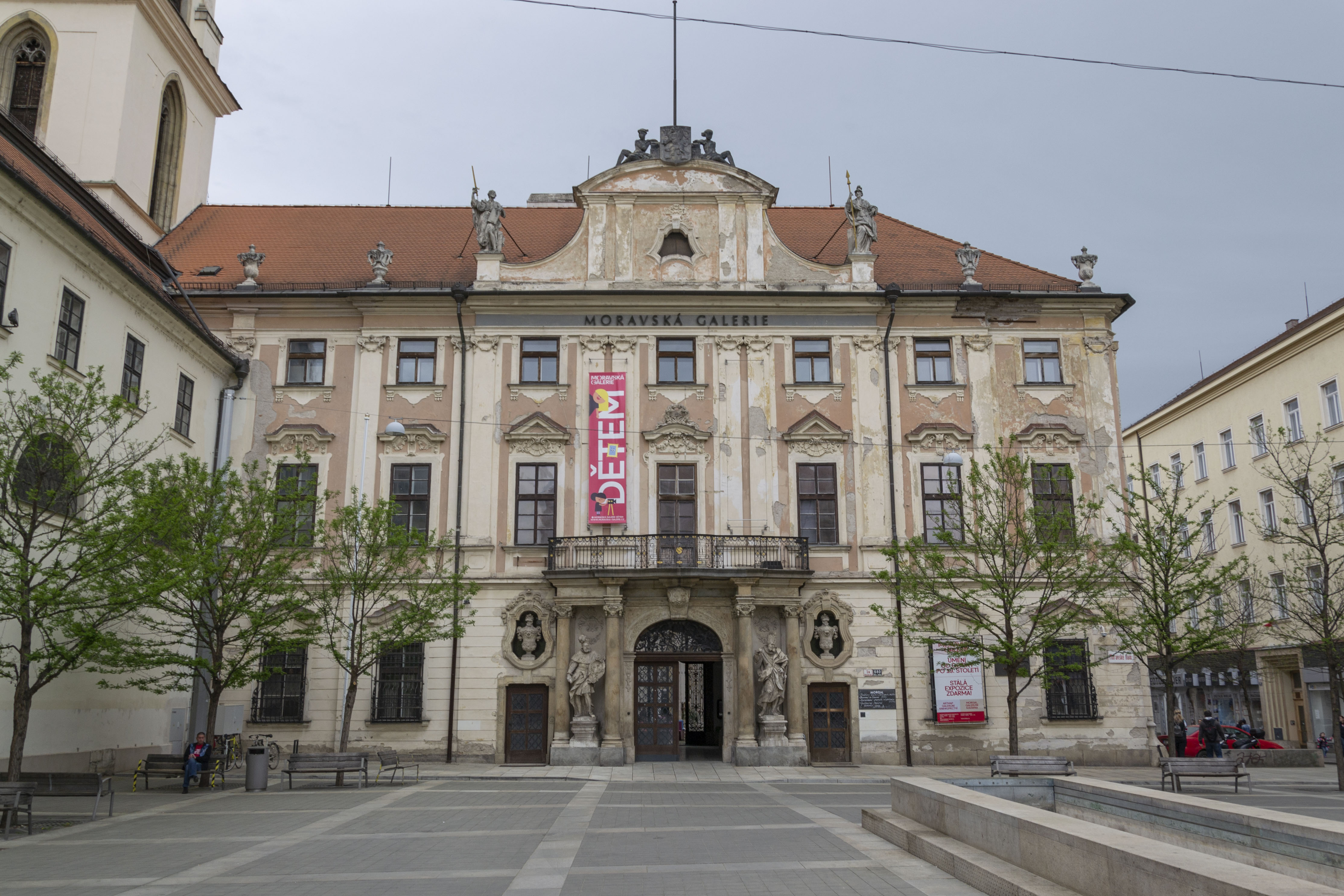
Prefektura, dnes Místodržitelský palác
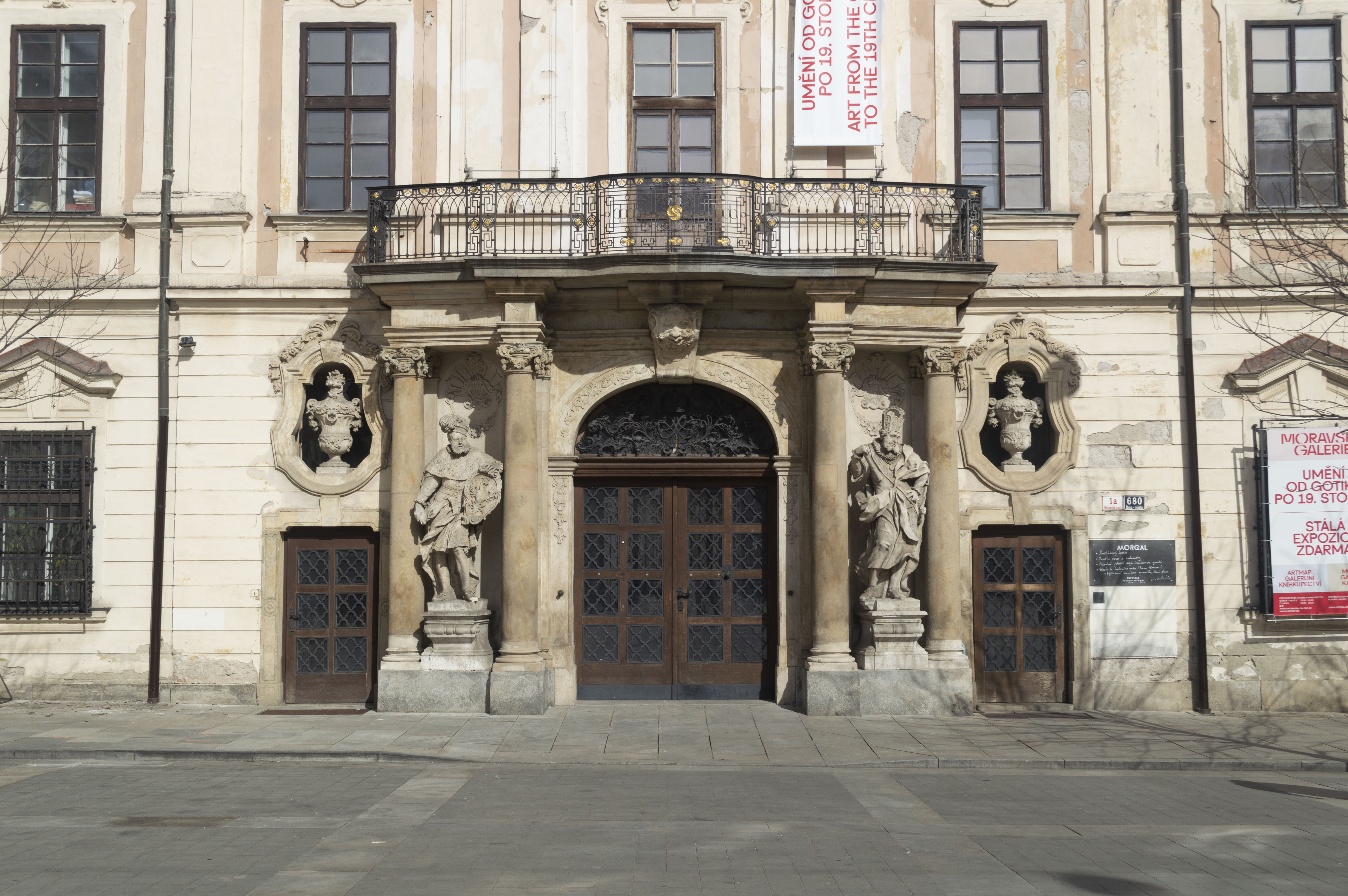
Portál prelatury se sochami J. L. Webera
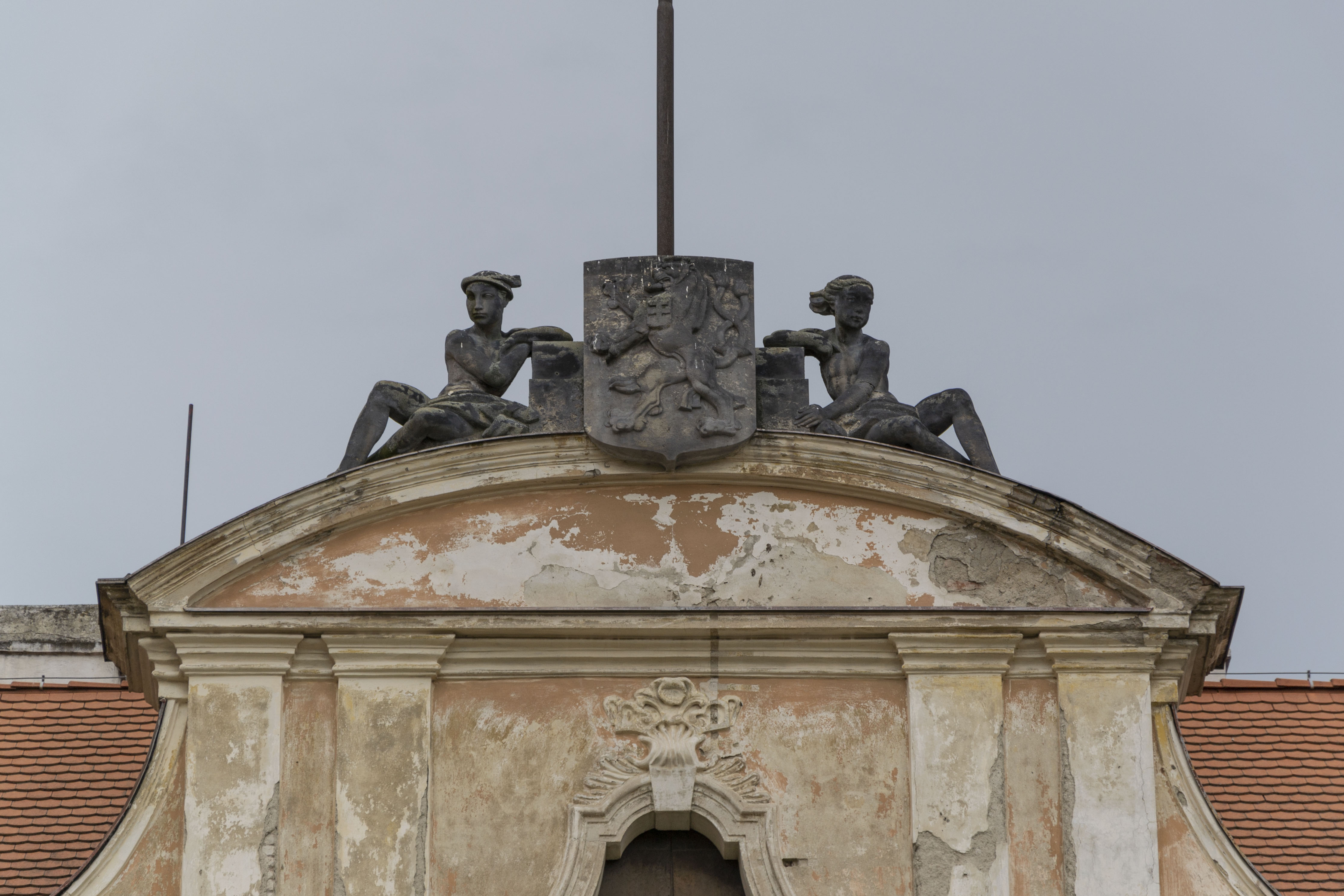
Sochy se státním znakem na průčelí paláce
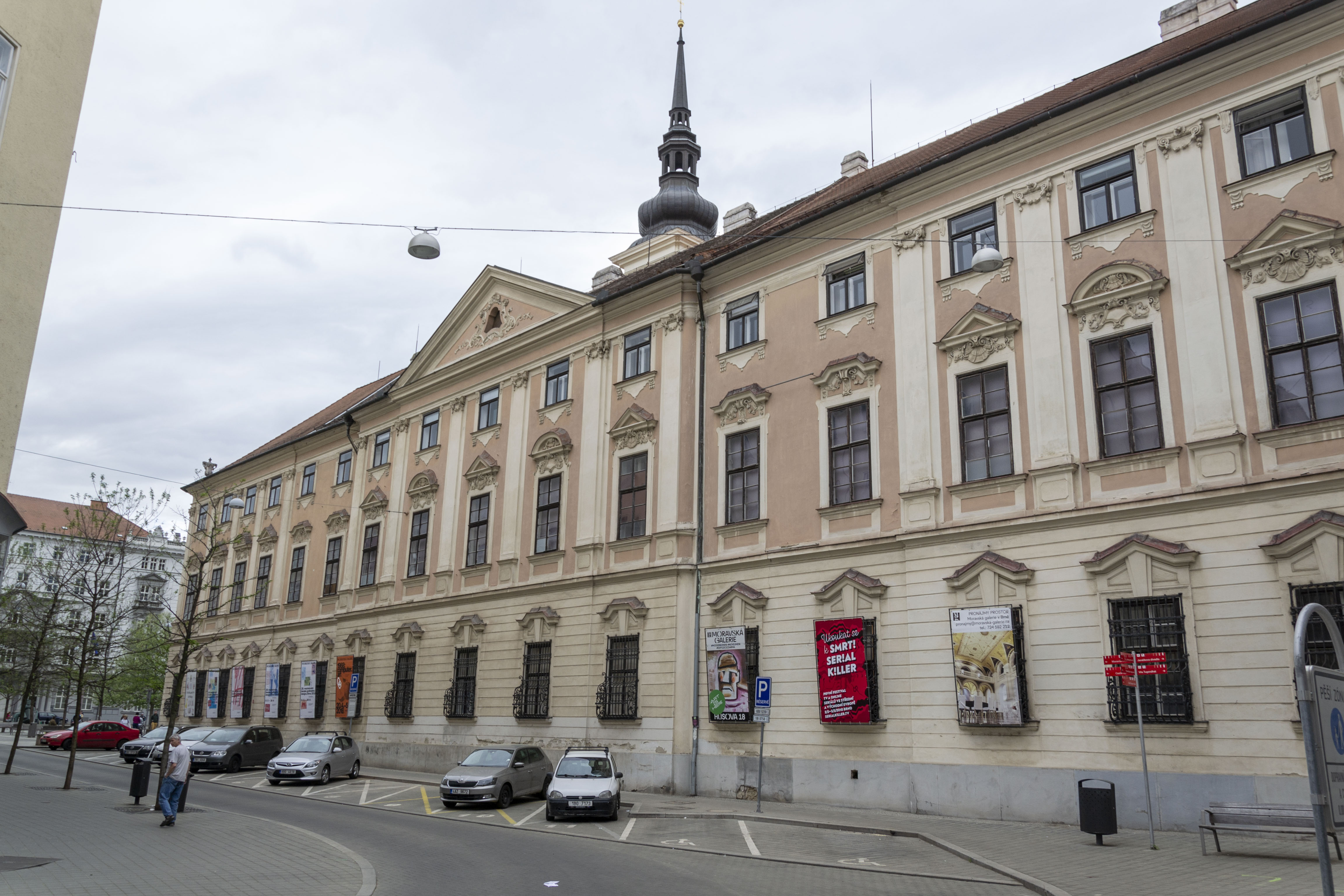
Kříslo prefektury, pohled od portálu prelatury
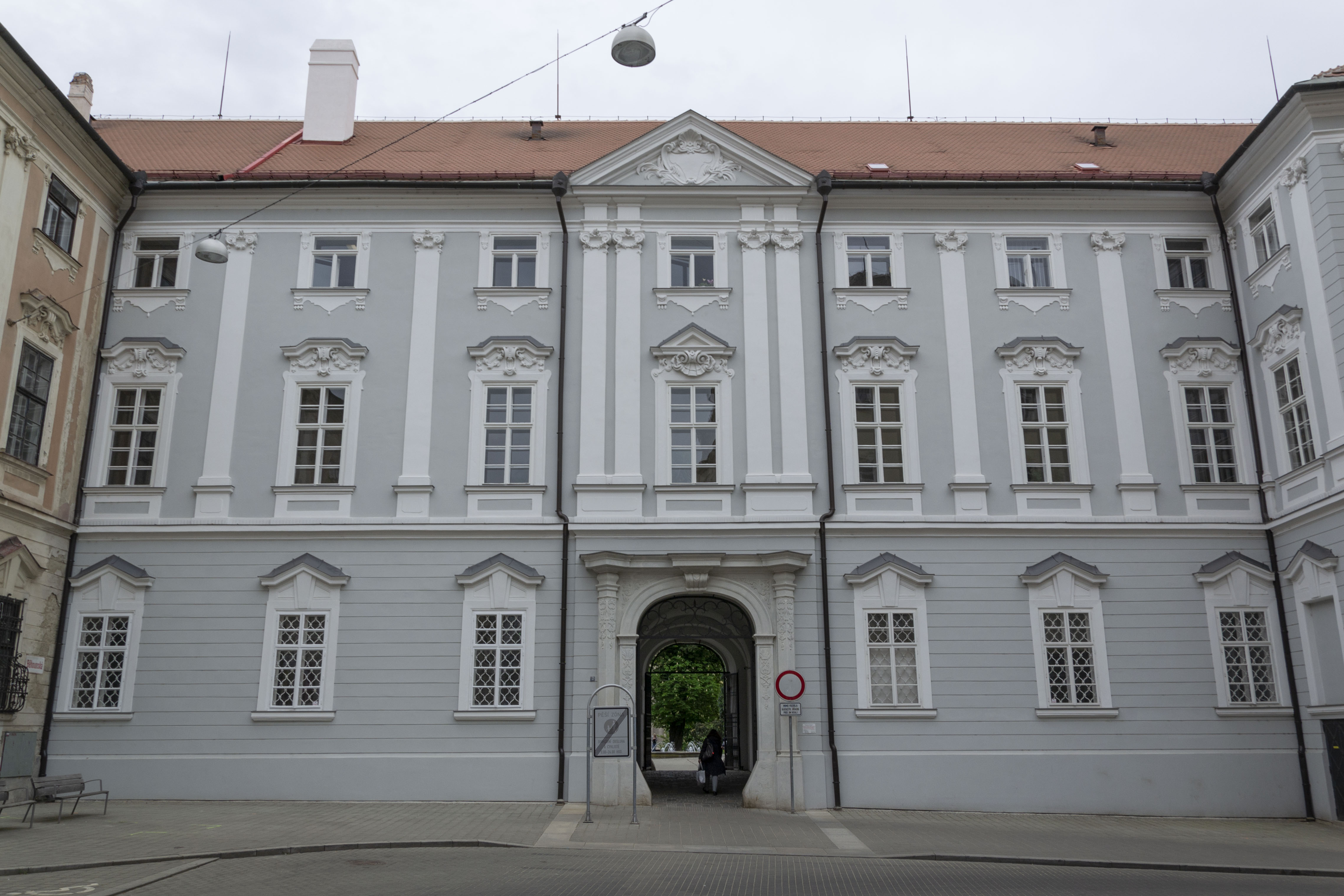
Křídlo prelatury s portálem
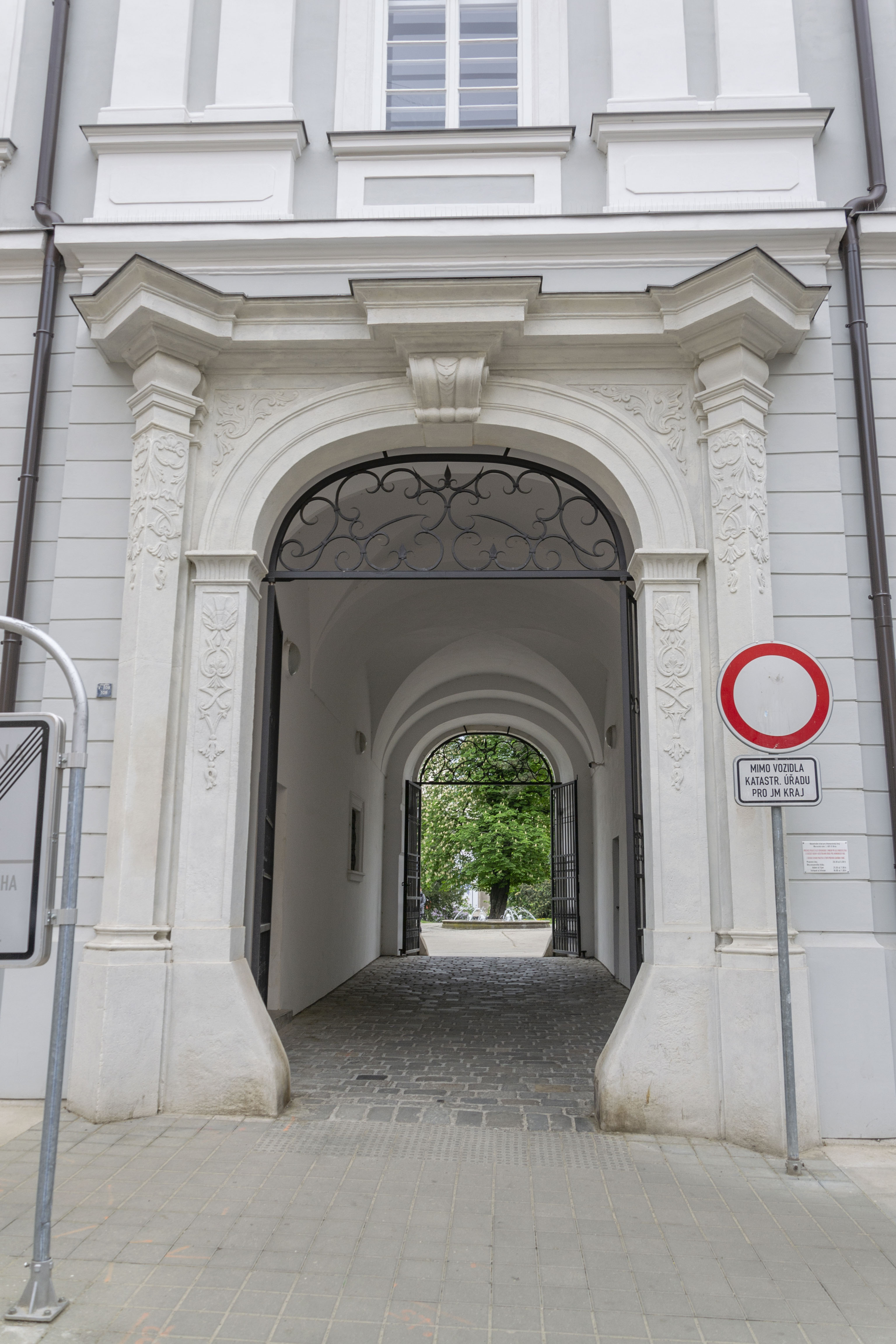
Portál prelatury
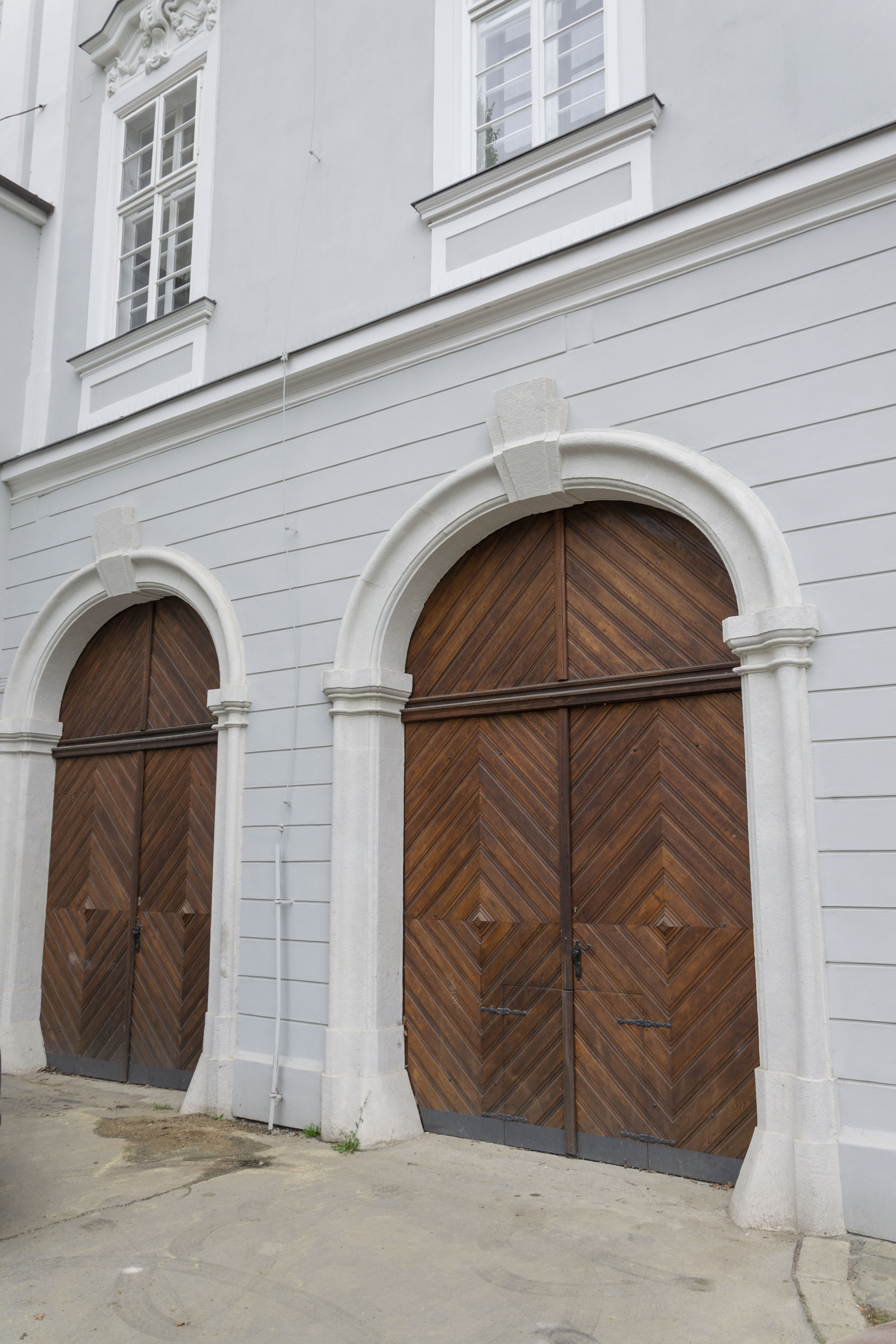
Portály původní konírny
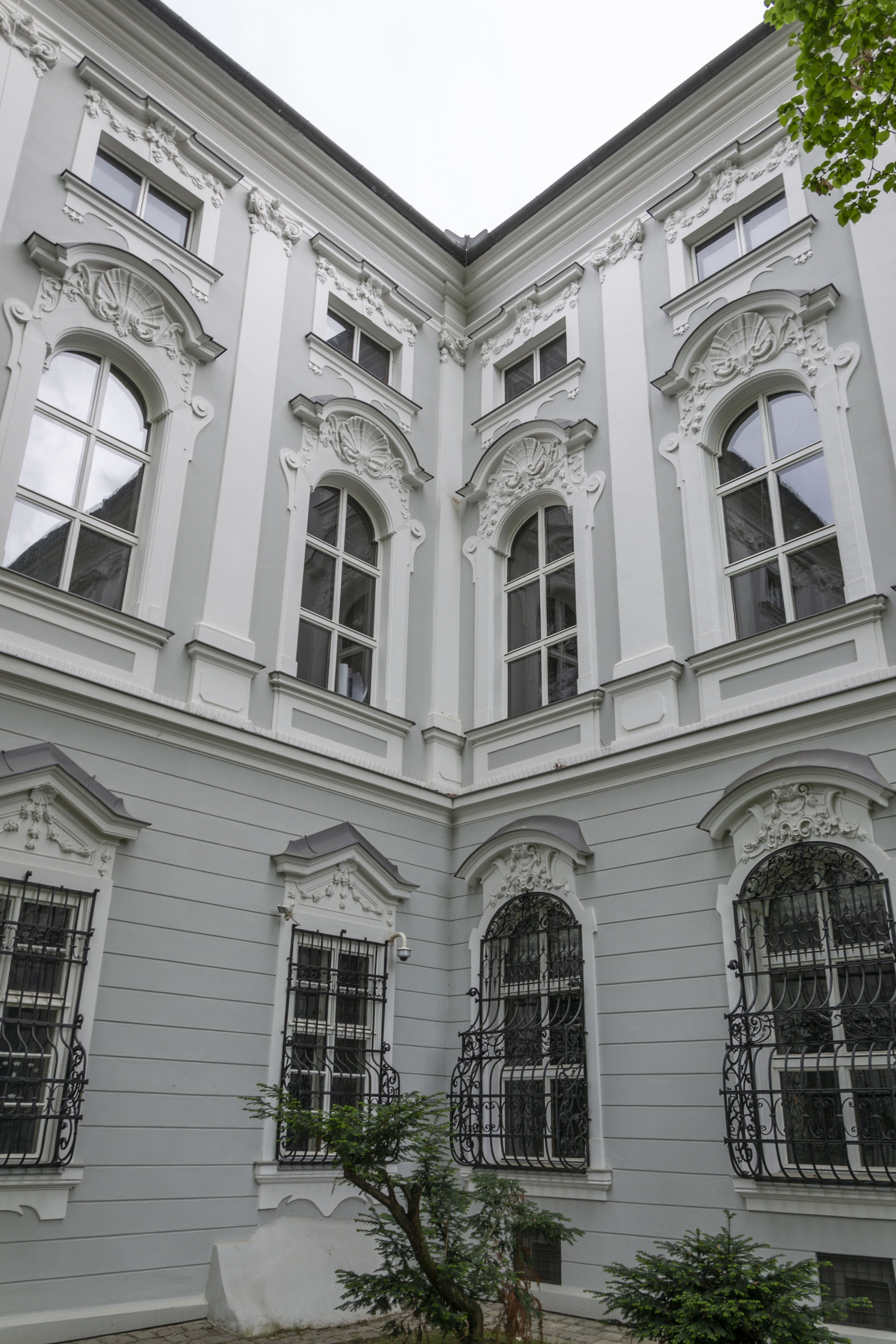
Styčný roh prefektury a prelatury, okna refektáře a knihovního sálu
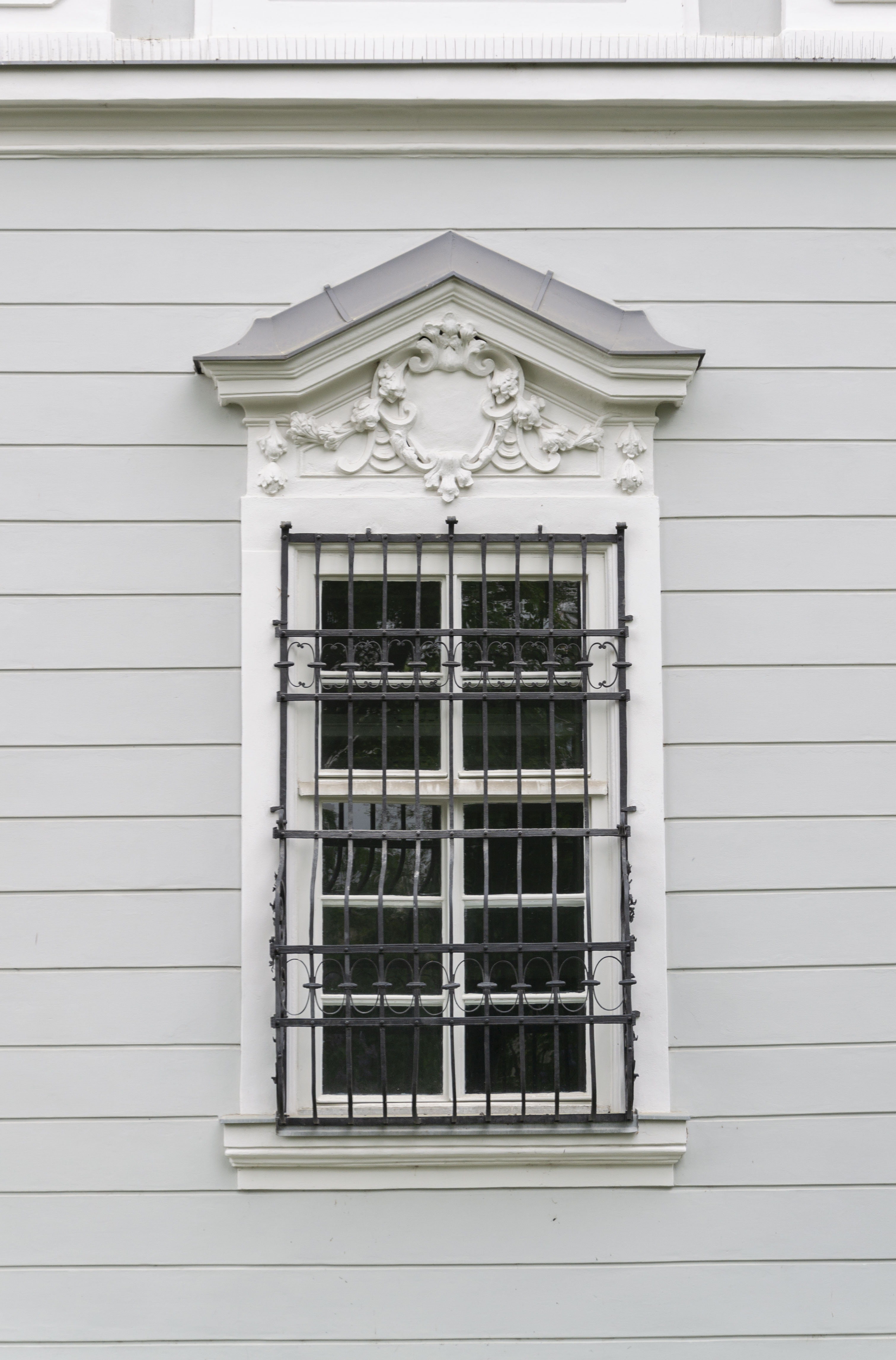
Okno prelatury
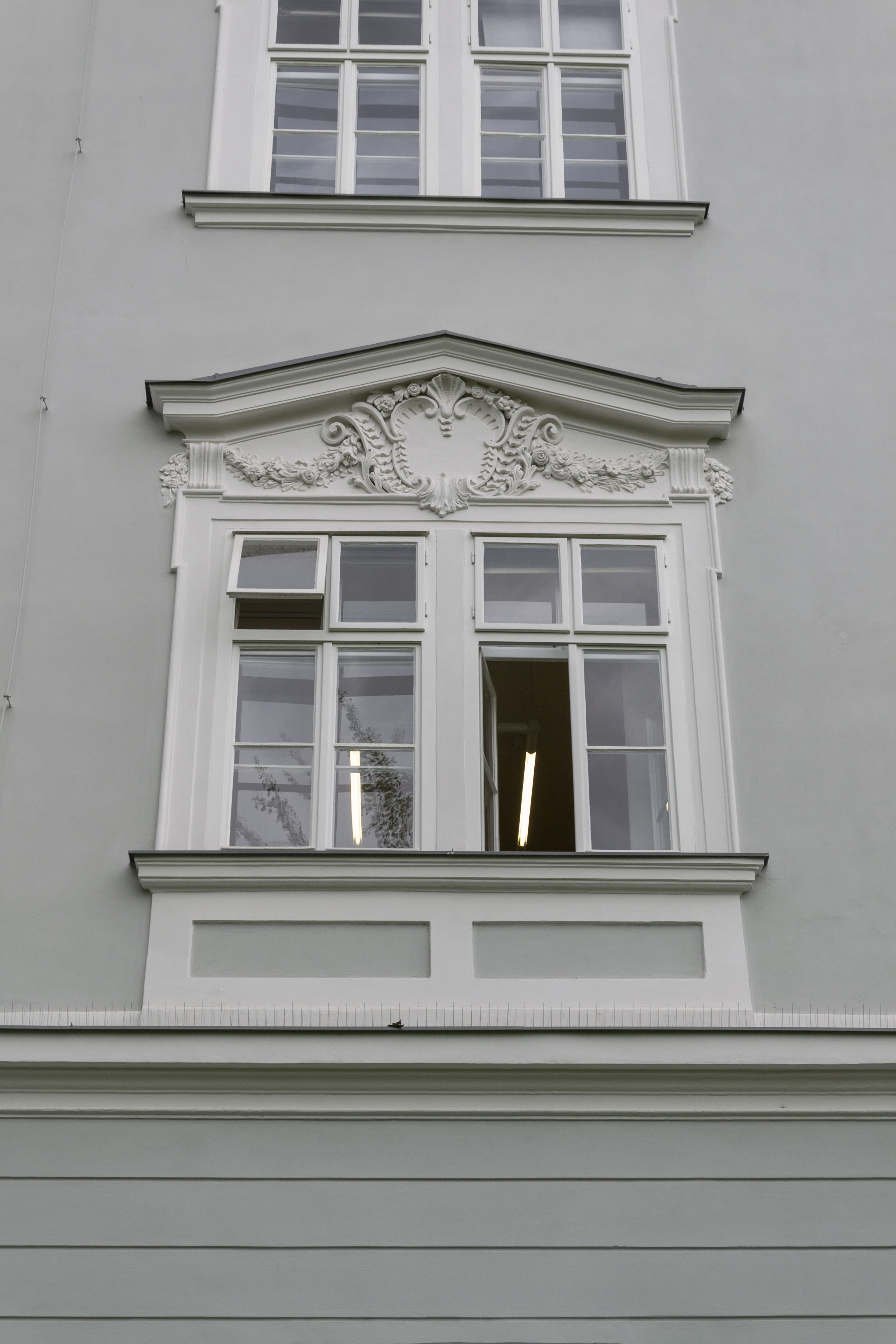
Dvojité okno konventu
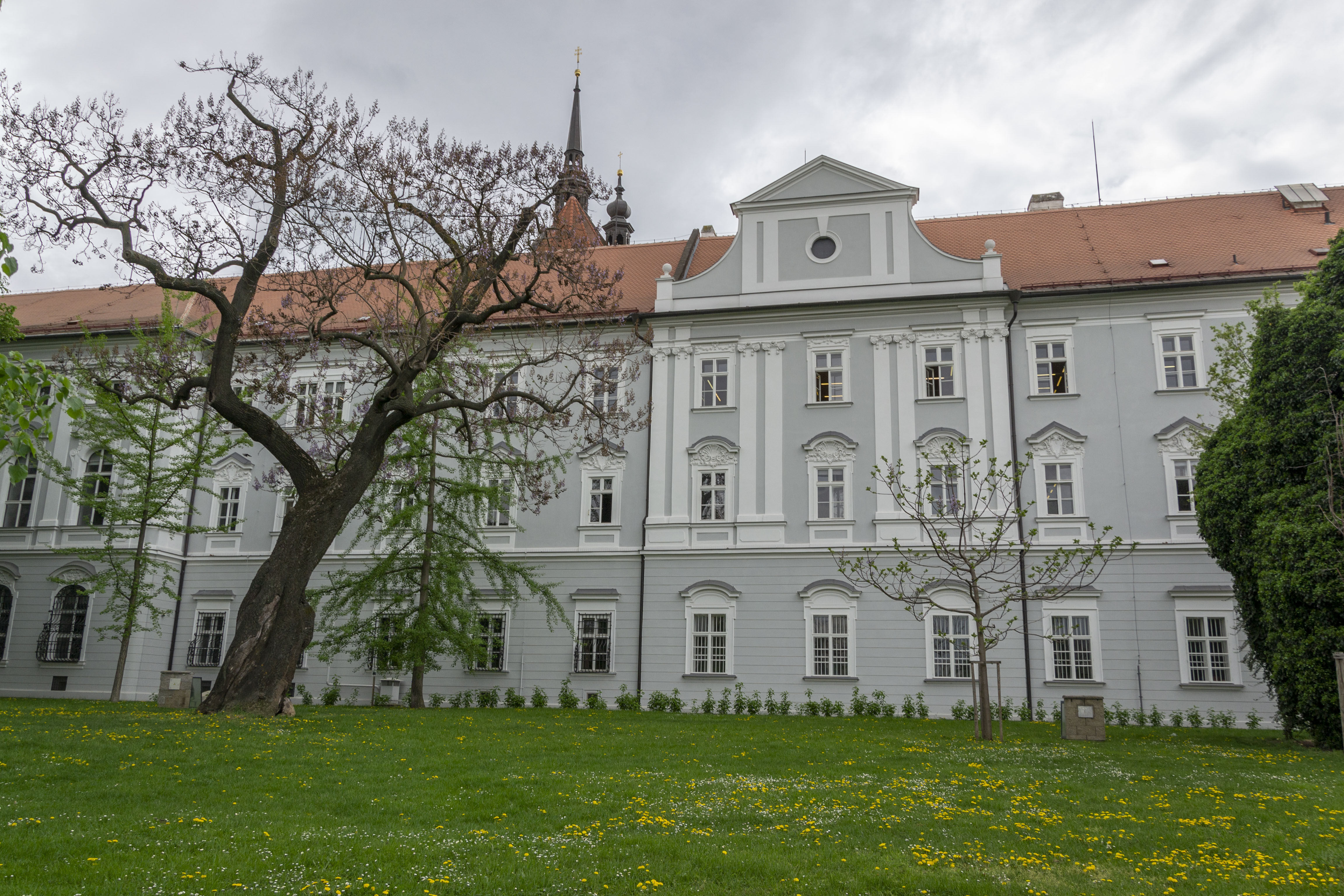
Křídlo konventu, dnes katastrální úřad
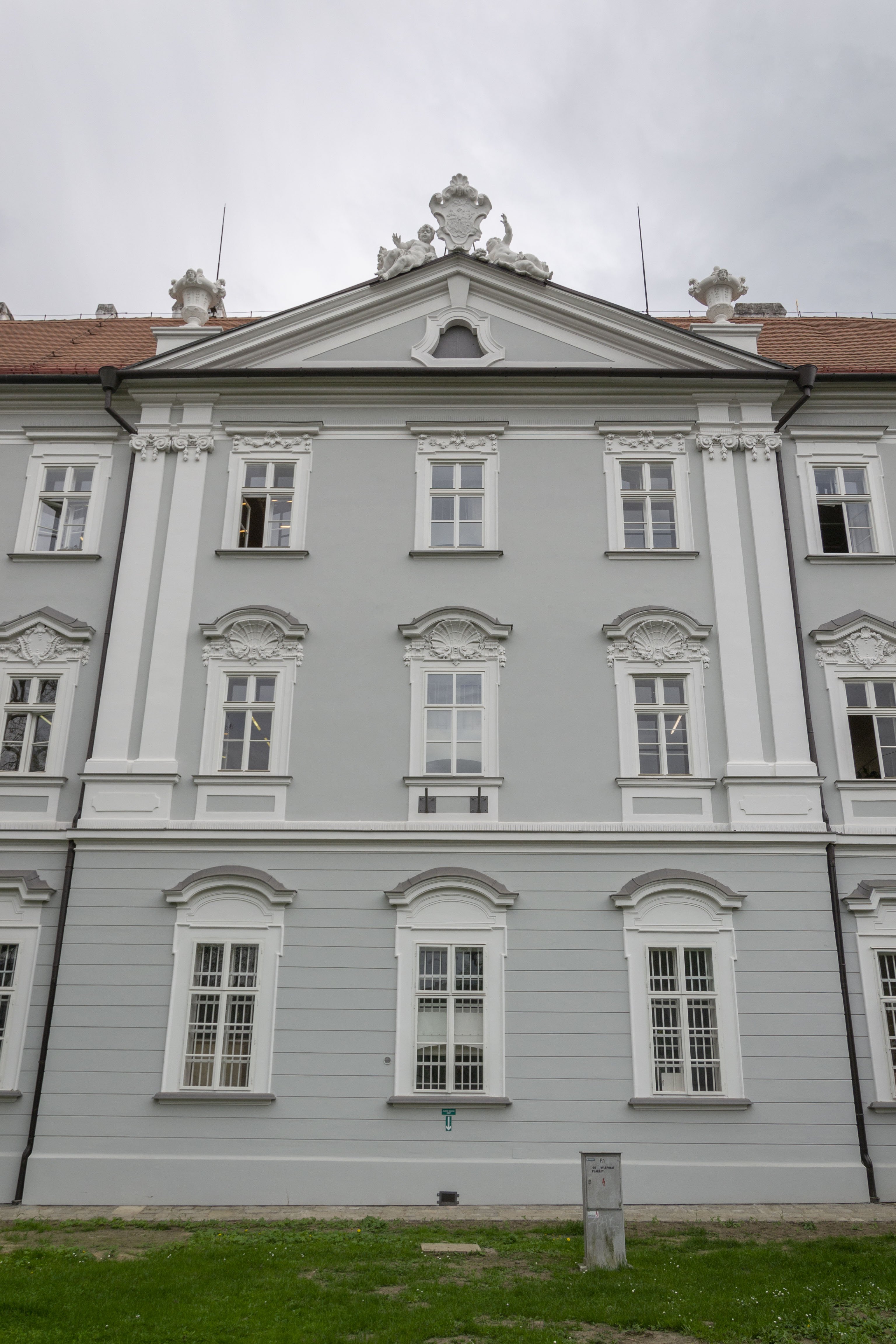
Průčelí konventu směrem k parku
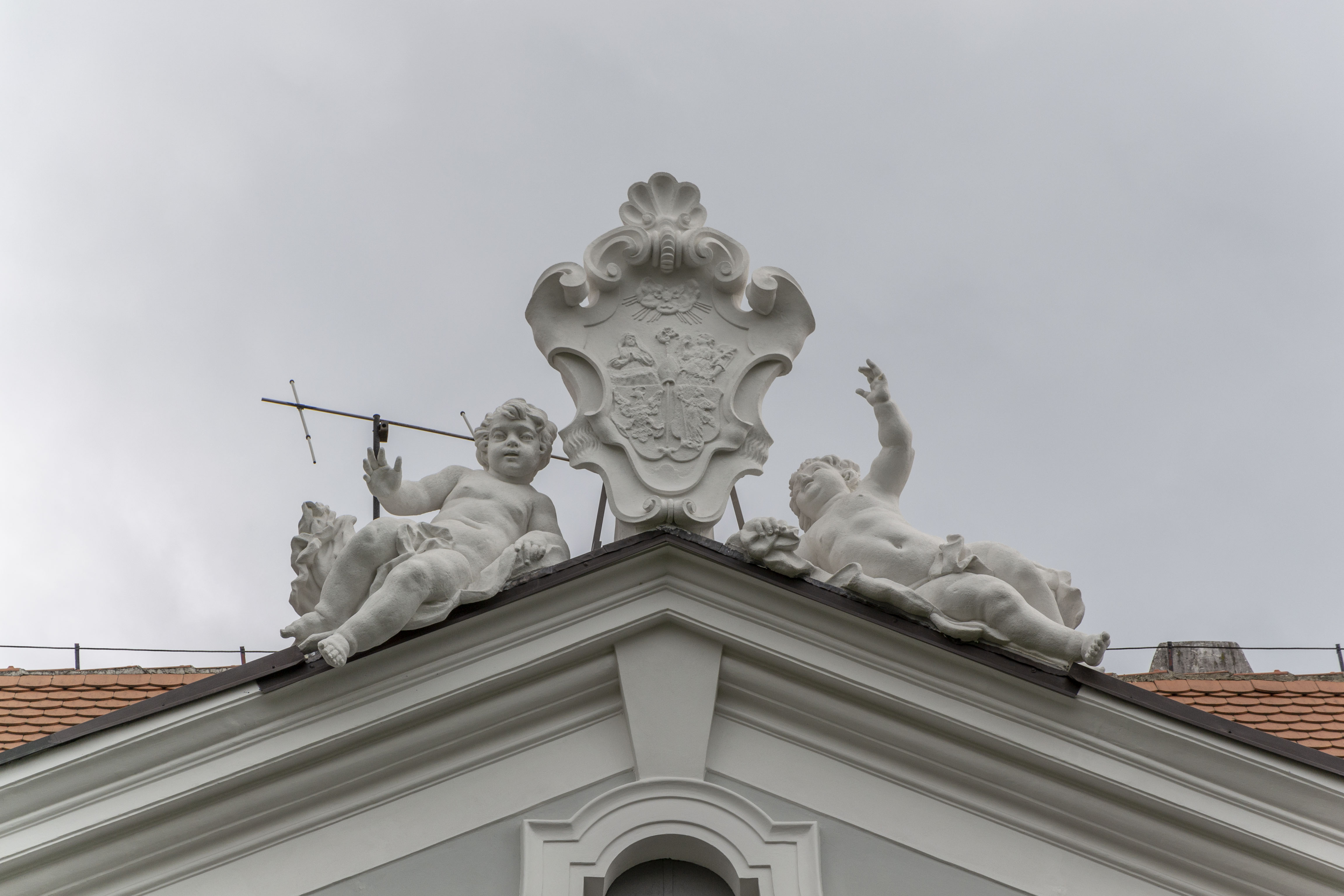
Sochy na průčelí, asi od Jana Jiřího Schaubergera
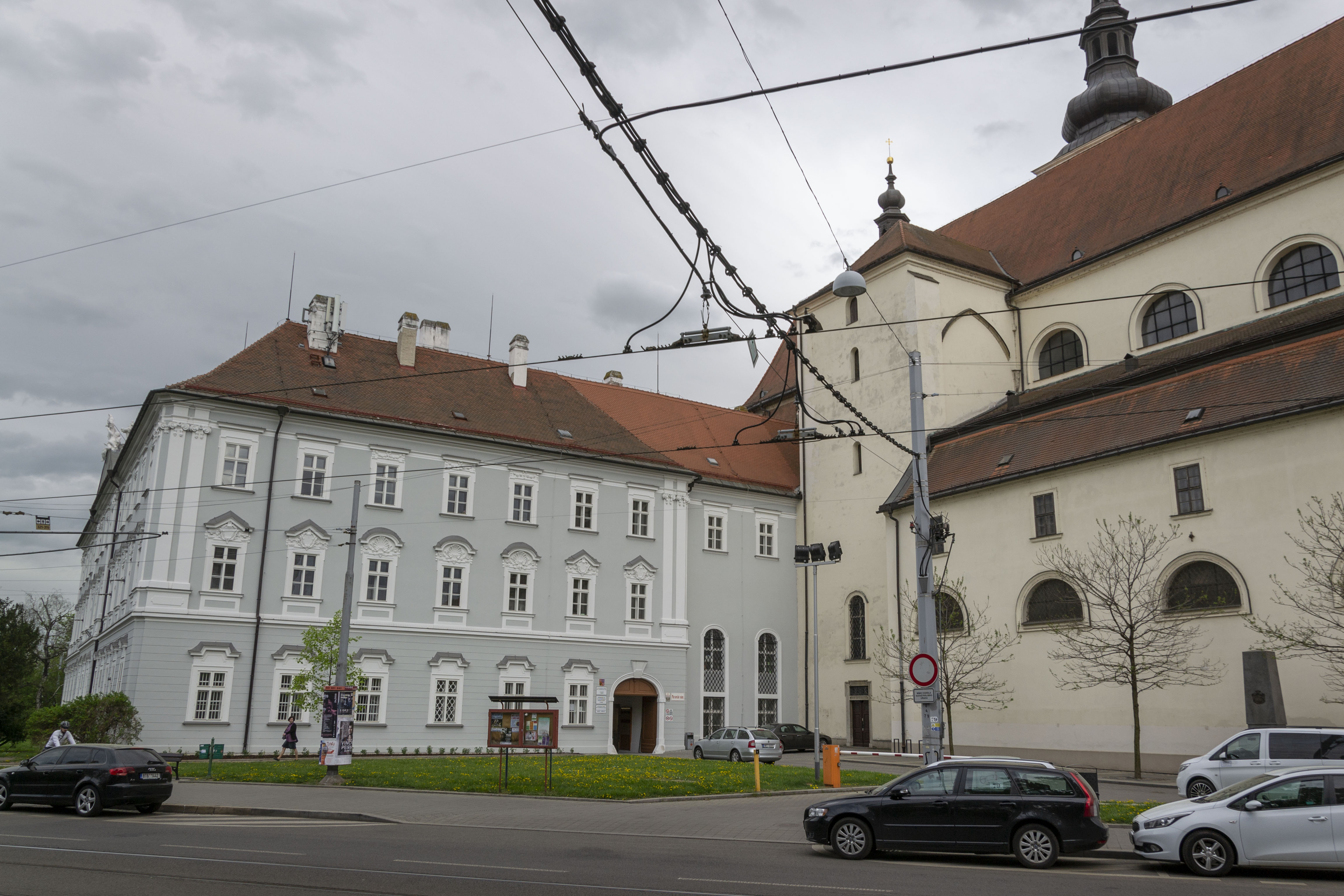
Konvent a loď kostela
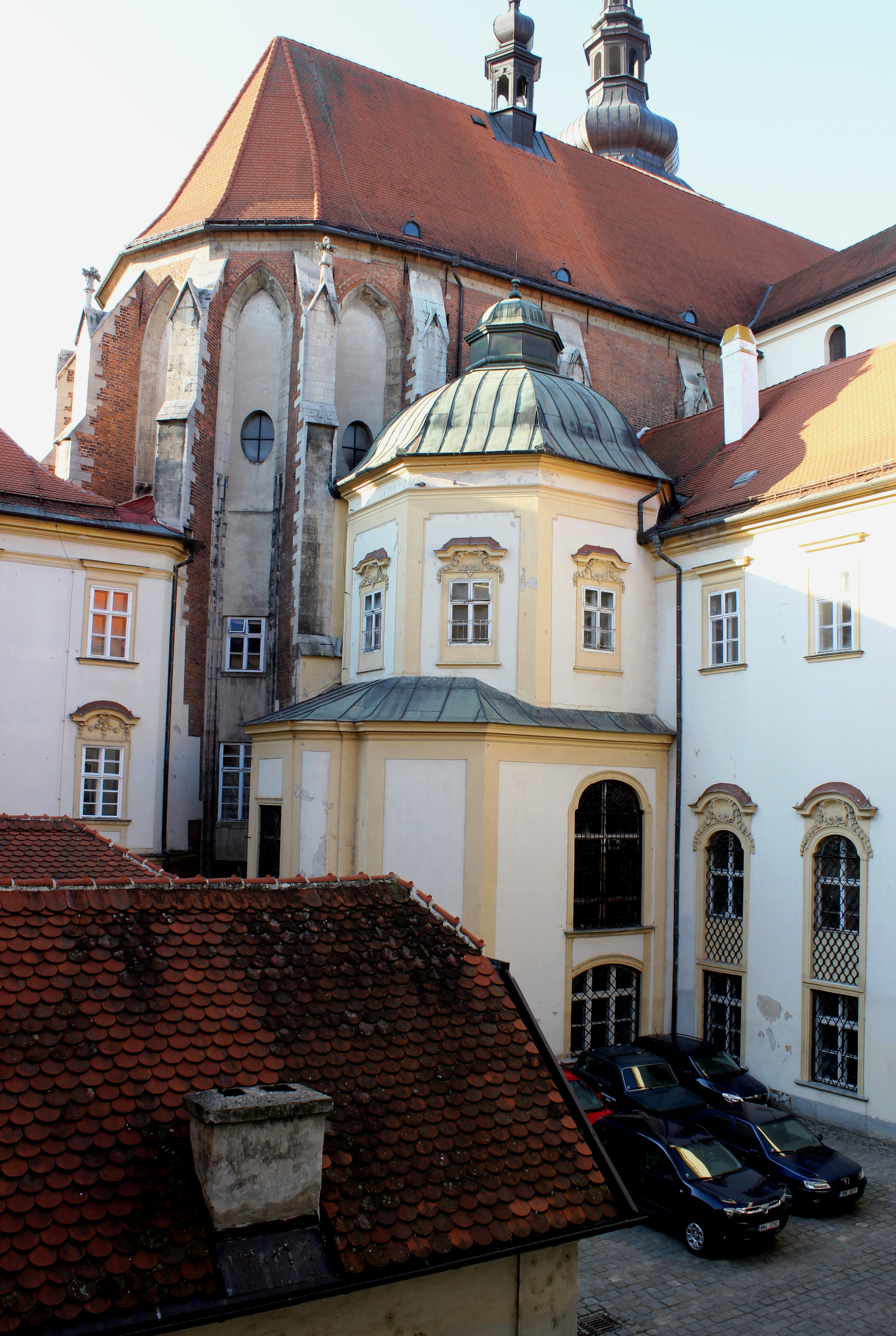
Mariánská kaple, dnes sakristie
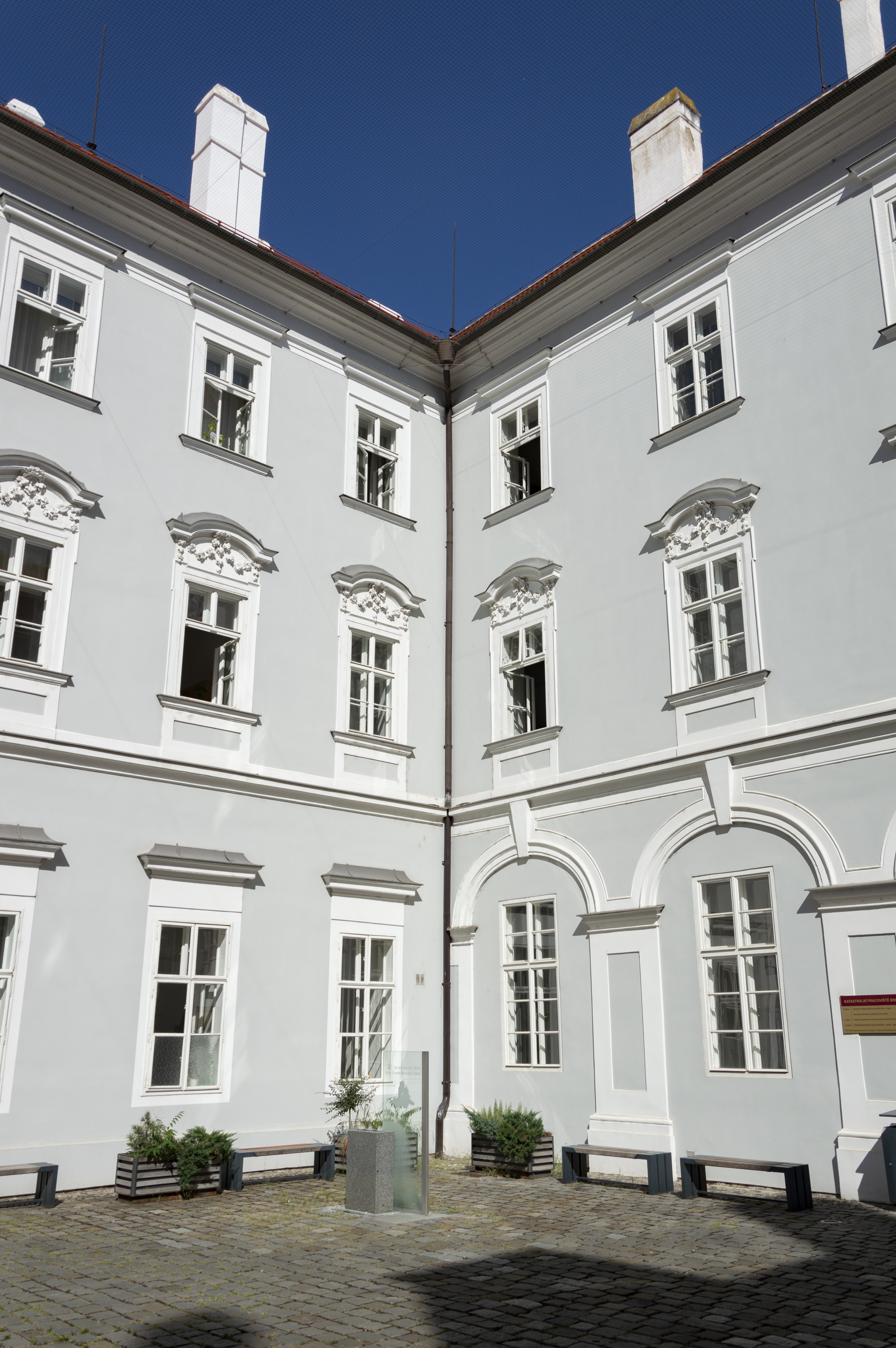
Nádvoří konventu, dnes katastrální úřad
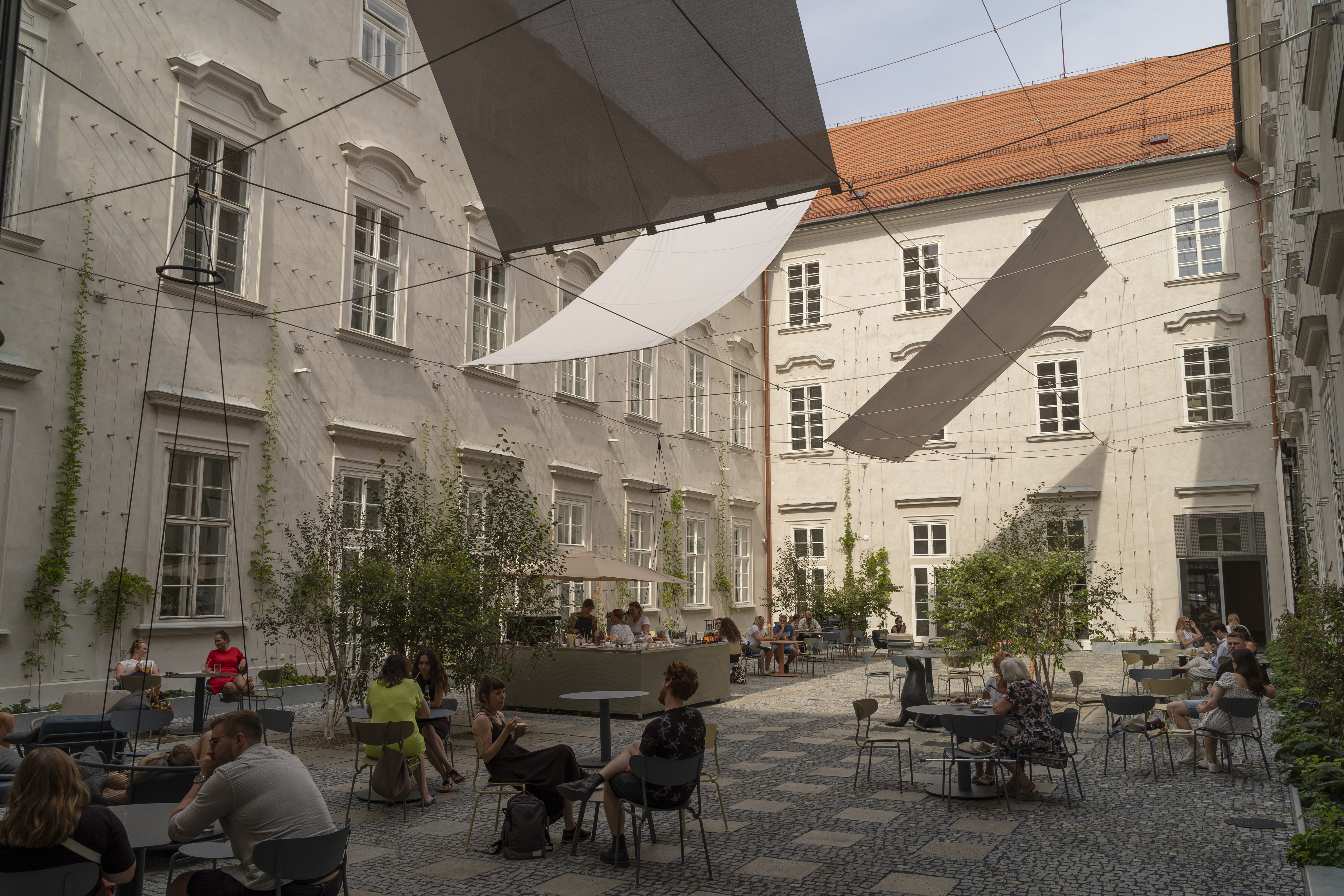
Nádvoří prefektury, dnes Moravská galerie

### Kostel
Kněžiště kostela obsahuje pozůstatky z doby gotické, které byly odhaleny ve fasádě. Na jeho jižní straně se tyčí věž ještě s původními gotickými okny, na severní straně se nachází pouze základ pro věž, která nebyla realizována. Fasády kostelních lodí jsou opatřeny polokruhovitě zaklenutými okny. Honosné průčelí společně s loděmi projektoval Jan Křtitel Erna, jeho rozdělení odráží vnitřní členění kostela a je děleno na tři úrovně oddělené římsami, přičemž část korespondující s hlavní lodí vystupuje. Erna se v členění fasády nejspíše inspiroval karmelitánským kostelem sv. Josefa ve Vídni (ca 1683) či dominikánským kostelem ve Vídni od G. G. Tencally (1634). Po stranách průčelí jsou obdélné vchody, uprostřed pak monumentální portál. Boky fasády a hrany ústředního rizalitu zdobí dvojí pilastry. Boky završují křídla napojující se na rizalit, který je završen užším frontonem opět s křídly. V první úrovni se v nikách nachází celkem pět soch. Po stranách jsou sv. Mikuláš Toletinský, Augustin, Monika a Jiljí, nad vchodem pak sv. Tomáš a znak Brna. V druhé úrovni jsou dále dvě sochy s motivem Zvěstování a vysoké okno uprostřed, s roztrženým segmentovým frontonem. Levou sochou je Panna Marie, vpravo se nachází archanděl Gabriel. Ve třetí úrovni je pod frontonem ještě kulaté okno.

## Výzdoba

### Kostel
Interiér kostela je bohatě zdoben mobiliářem z různých období a od různých autorů. V bočních kaplích stojí barokní oltáře ze 17. století, v lodi se nachází kazatelna a na kruchtě vysoká varhanní skříň. V kněžišti stojí dva boční oltáře a hlavní oltář, které zde byly postaveny po jeho přestavbě. Architekturu těchto oltářů zhotovila klášterní dílna bratra Bernarda Stöttnera, obrazy namaloval Josef Tadeáš Rotter a obraz hlavního oltáře pak Franz A. Maulbertsch. V severní mariánské kapli, která byla přestavěna Grimmem a honosně vymalována malířem Janem Jiřím Etgensem, se před přesunem kláštera nacházel stříbrný oltář se středověkým obrazem Panny Marie. Nyní je prostor rozdělen a využíván jako sakristie. Původní sakristie se však nacházela při jižní straně kněžiště. Její prostor byl rozdělen na dvě části, jedna sloužila konventu, druhá prelátovi. Obojí místnosti byly vybaveny zdobeným mobiliářem, prelátská část se honosila bohatou výzdobou intarzovaného nábytku se soškami a figurální freskou Rottera se scénou jak Kristus svěřuje církev do opatrování sv. Augustinovi. Nyní jsou tyto místnosti adaptovány jako záchody a kavárna Morgal. Části mobiliáře se dosud nachází v nynější sakristii u sv. Tomáše a ve Starobrněnském klášteře.

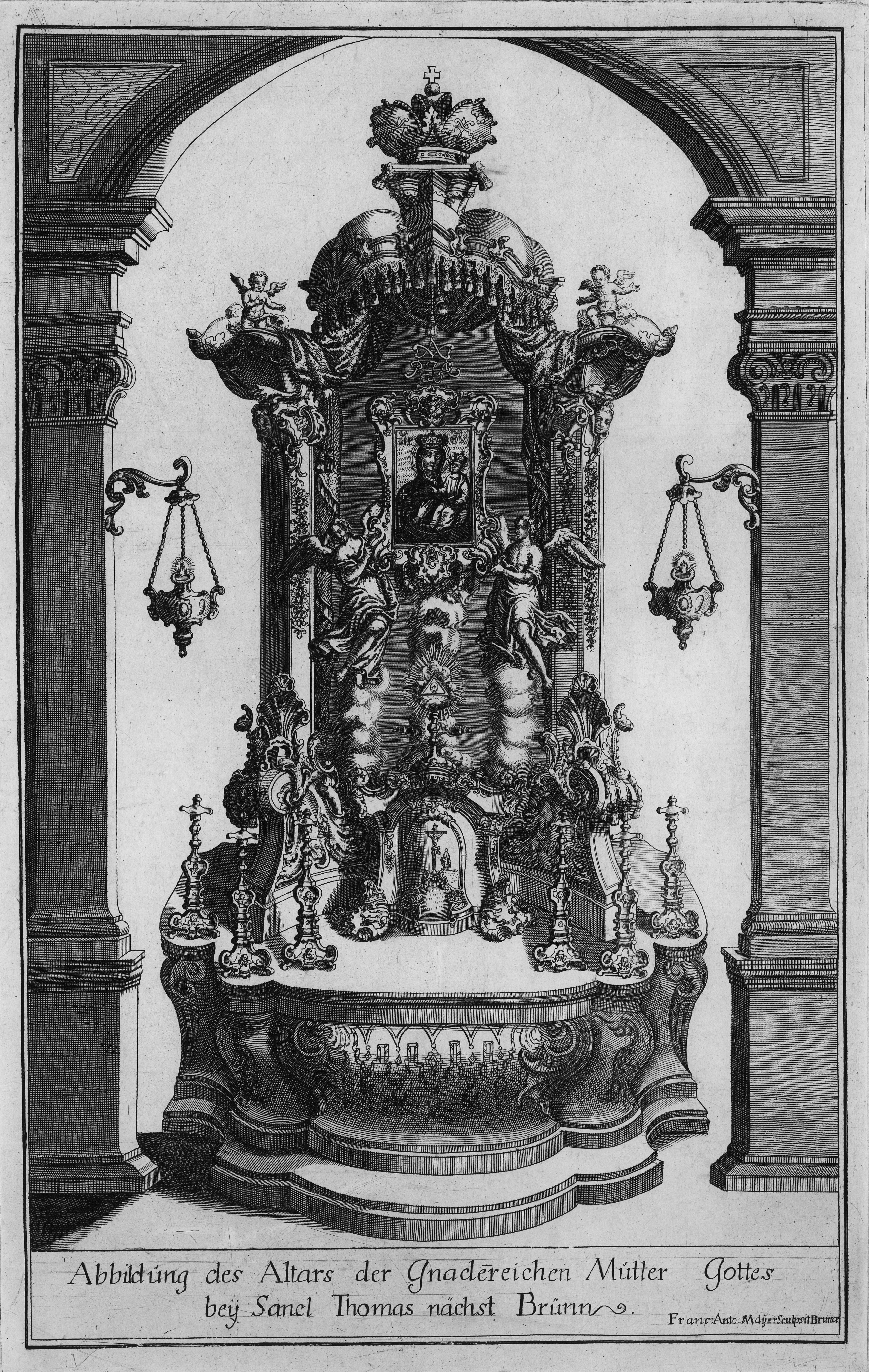
Stříbrný oltář na rytině Franze Antona Mayera
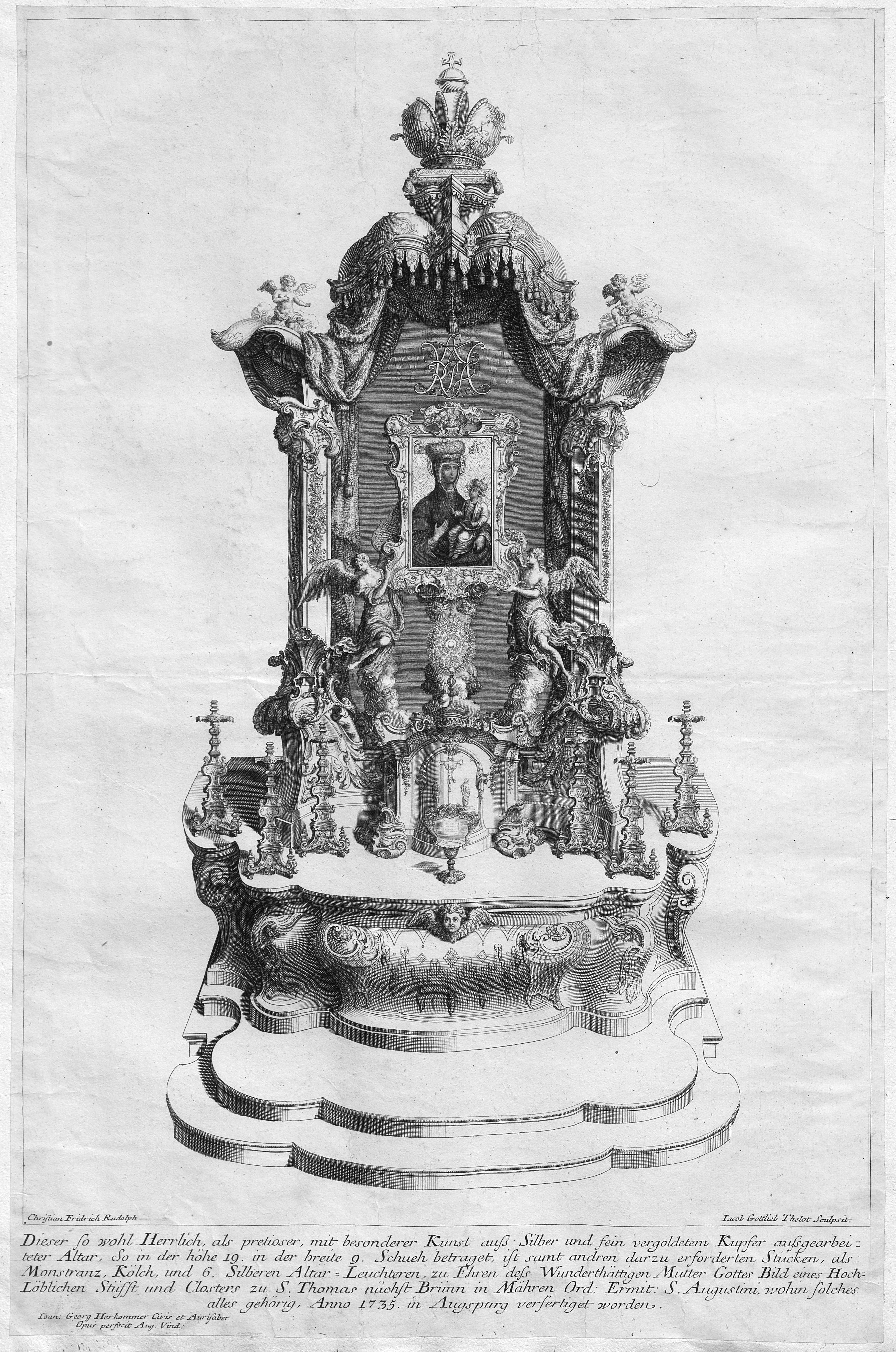
Rytina oltáře od Jakuba Gottlieba Thelota

### Konventní budovy
Z výzdoby v budovách kláštera se oproti kostelu příliš nedochovalo. Vedle vstupního vestibulu se nachází schodiště se sochařsky provedeným zábradlím. V západním křídle konventu se naproti kapli sv. Kříže měla nacházet studovna (musaion) s freskou opět od Jan Jiřího Etgense. Refektář si dosud zachoval svůj původní vzhled. Jeho placatá klenba je zdobena štukem s páskovým dekorem a původně byla zdobena freskou od Josefa T. Rottera s výjevem epizody ze života Ester a krále Ahašvéra. V mělkých výklencích na stěnách se původně nacházely portréty markrabat Jana Jindřicha a Jošta, Marie Terezie a Františka Lotrinského, včetně dalších olomouckých biskupů a samotného opata Matouše Pertschera. V prvním patře se nad refektářem nachází knihovní sál. Tento prostor je nyní nepůvodní, v průběhu 20. století sloužil jako zasedací místnost, původně se zde ale nacházela klášterní knihovna. Klenba byla vymalována Rotterem a nejspíše doplněna i štukem. Podél stěn se nacházely knihovní skříně, nyní umístěné ve Starobrněnském klášteře, zhotovené opět klášterní dílnou a doplněné sochami J. T. Webera velmi podobným způsobem jako sakristie. Poblíž knihovního sálu se dále nacházel velikostně podobný sál prelatury, někdy označován jako letní refektář, který po sekularizaci kláštera sloužil jako sál zemských stavů. V křídle prelatury se dále nacházelo devět místností: lokajský pokoj, jídelna, „rohový“ pokoj, kaple, ložnice a čtyři blíže nespecifikované místnosti. K jejich výzdobě mnoho nevíme, nejspíše je však prelát nechal vybavit velmi bohatě, sál byl snad doplněn i sochařskou výzdobou. Nacházela se zde skupina zrcadel, skleněný kandelábr a nejspíše také kabinetní skříně, které se nyní nachází v Muzeu starobrněnského opatství. Šest pokojů bylo navíc vybaveno obložením, které pořídil opat ve Vídni a v Brně.

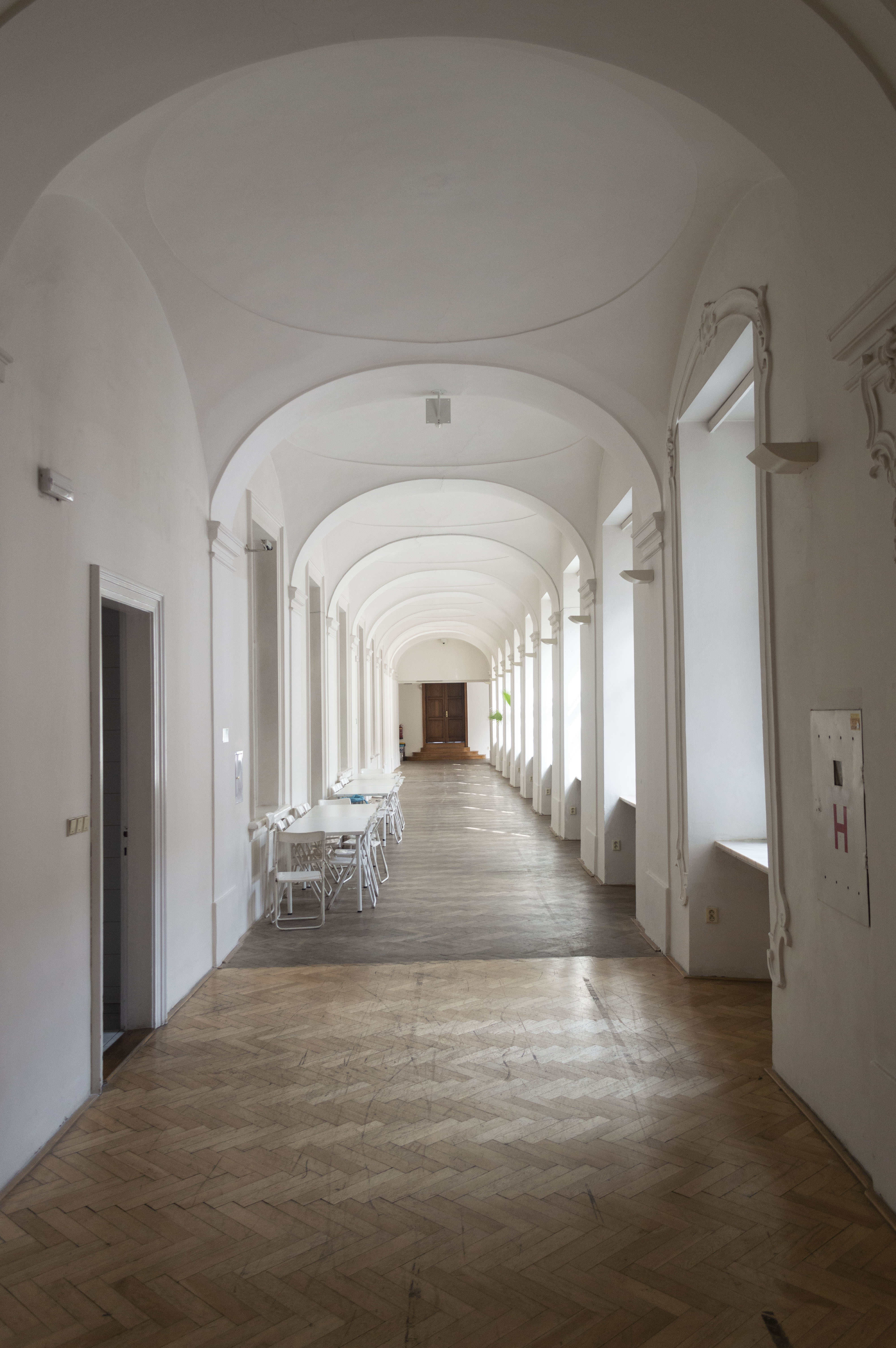
Chodba v patře
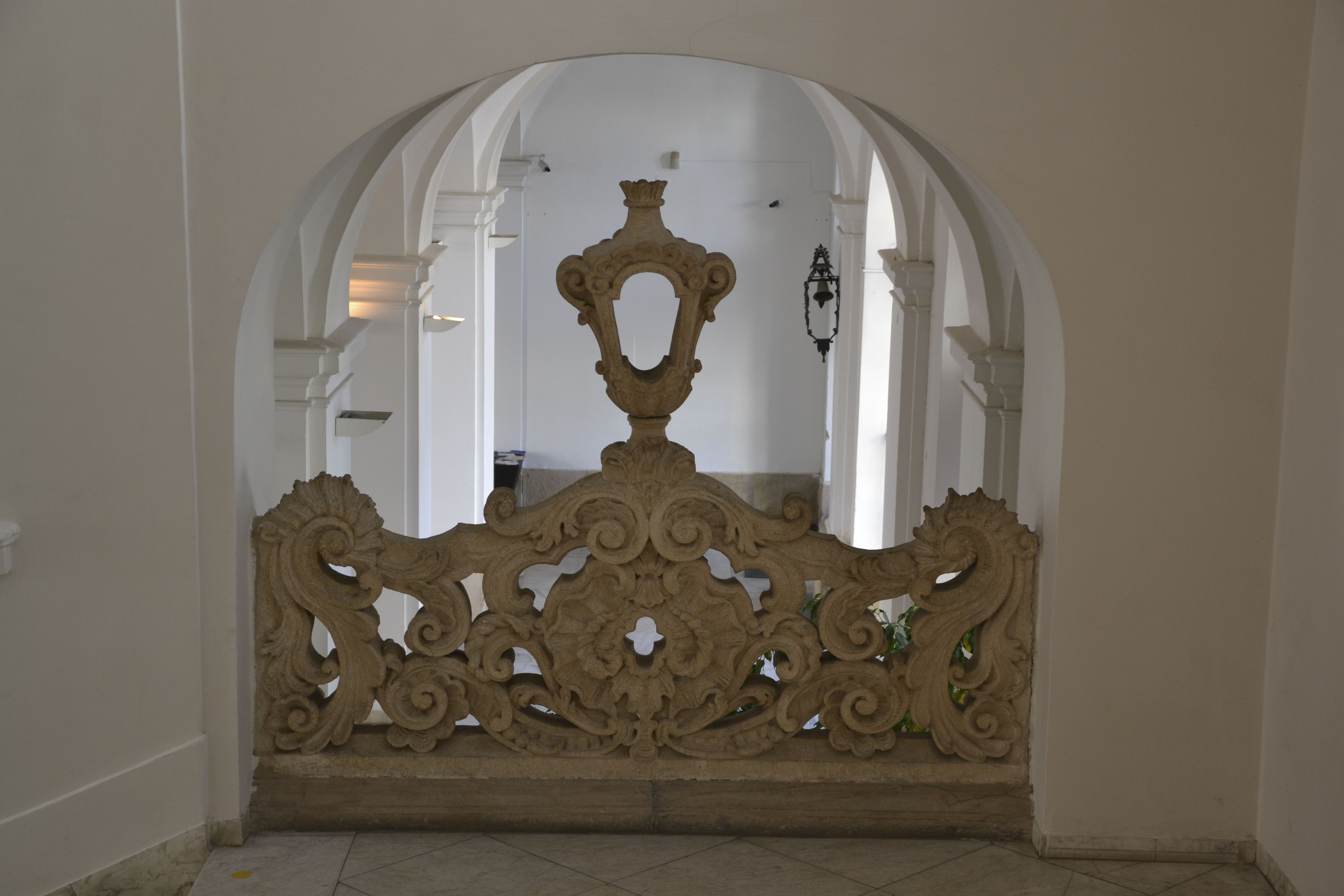
Sochané zábradlí na schodišti
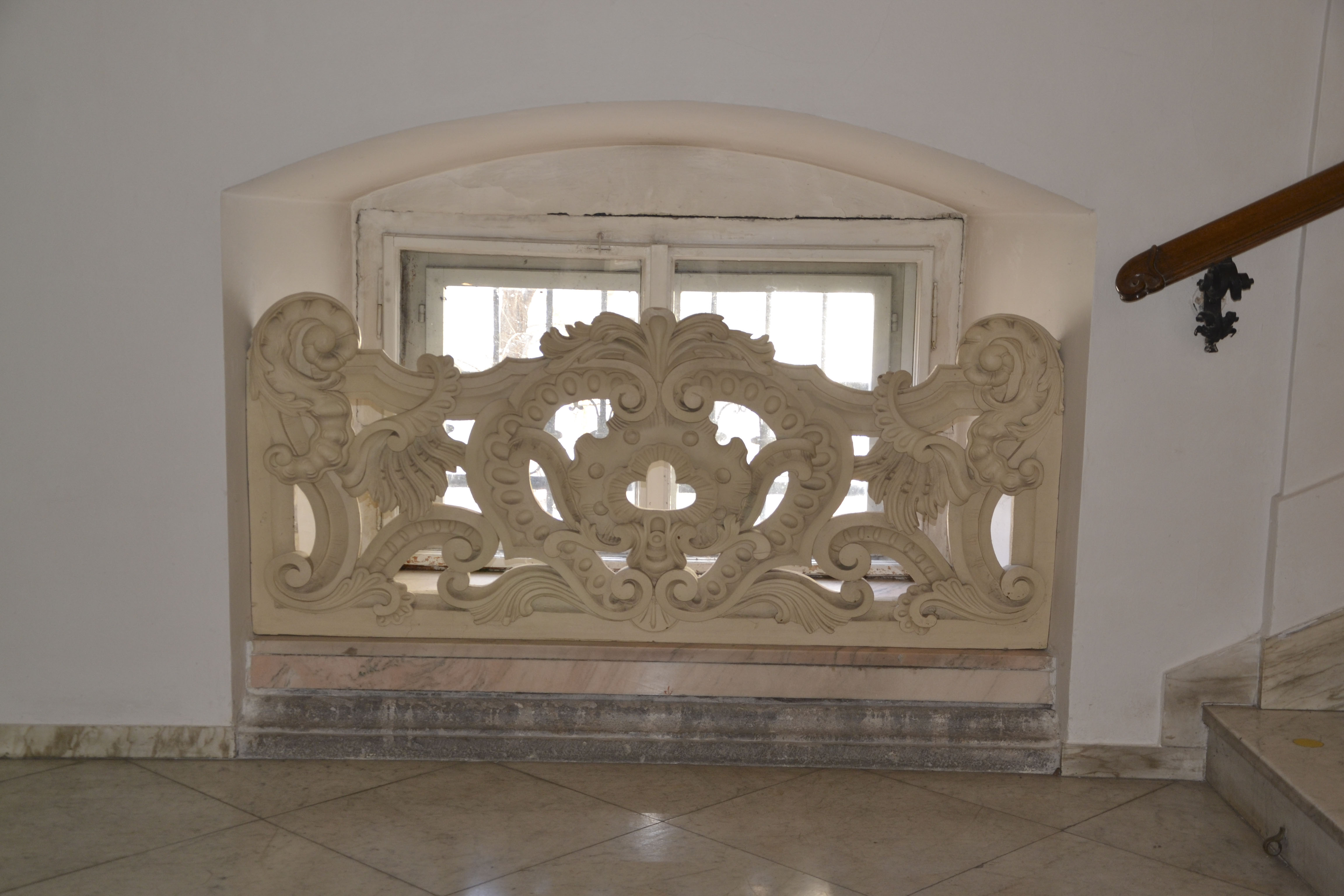
Zábradlí
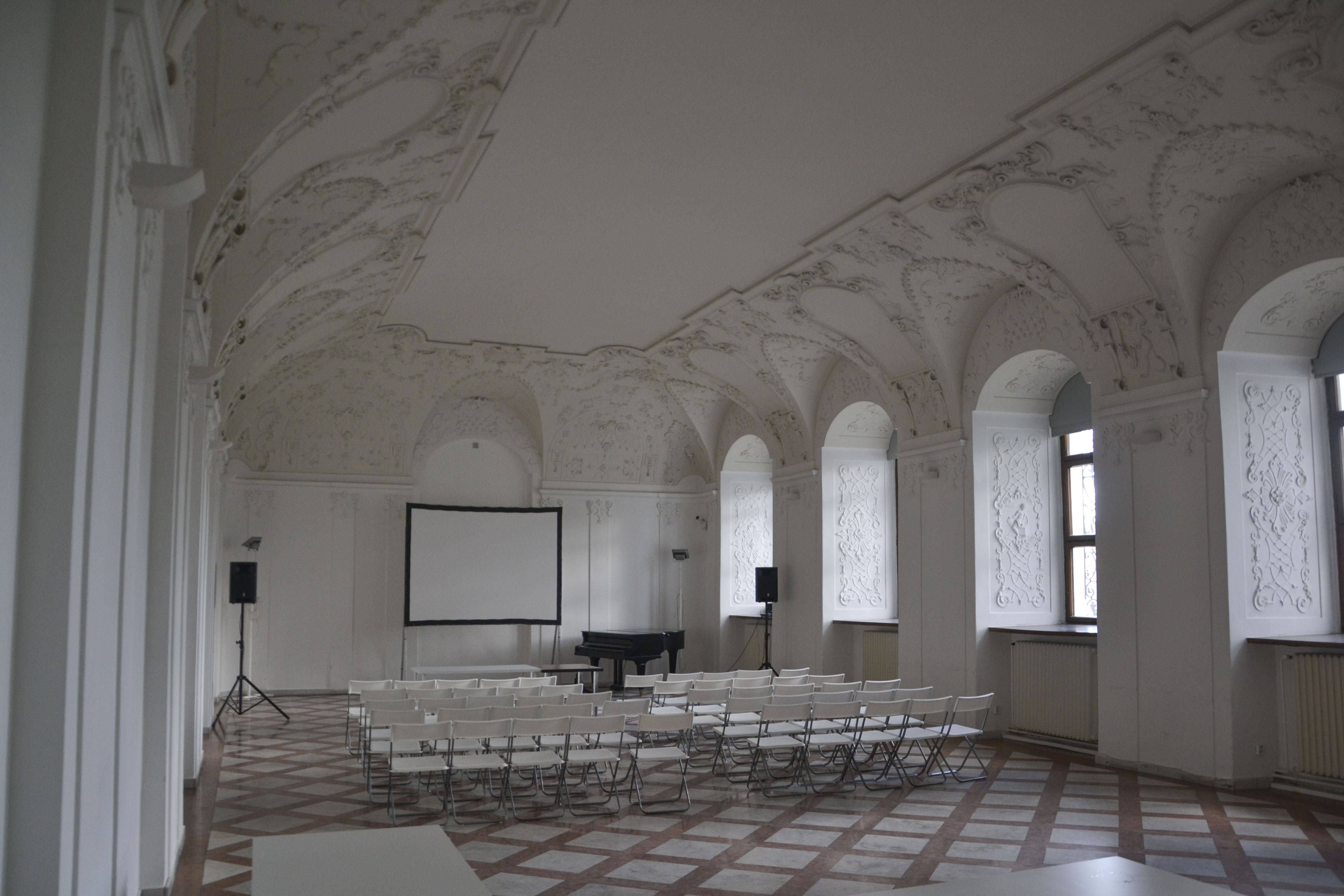
Refektář, tzv. Barokní sál
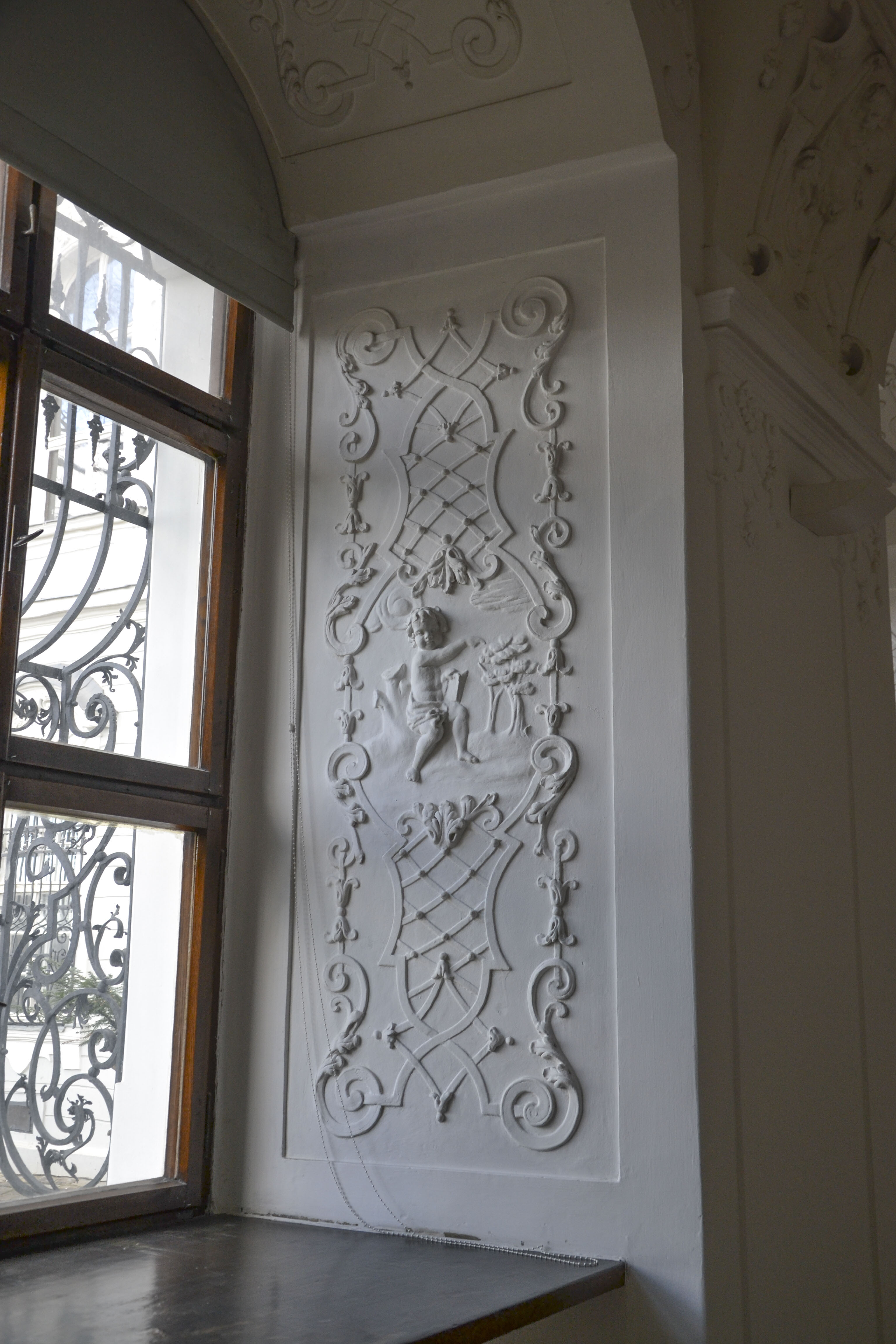
Štuková výzdoba v refektáři
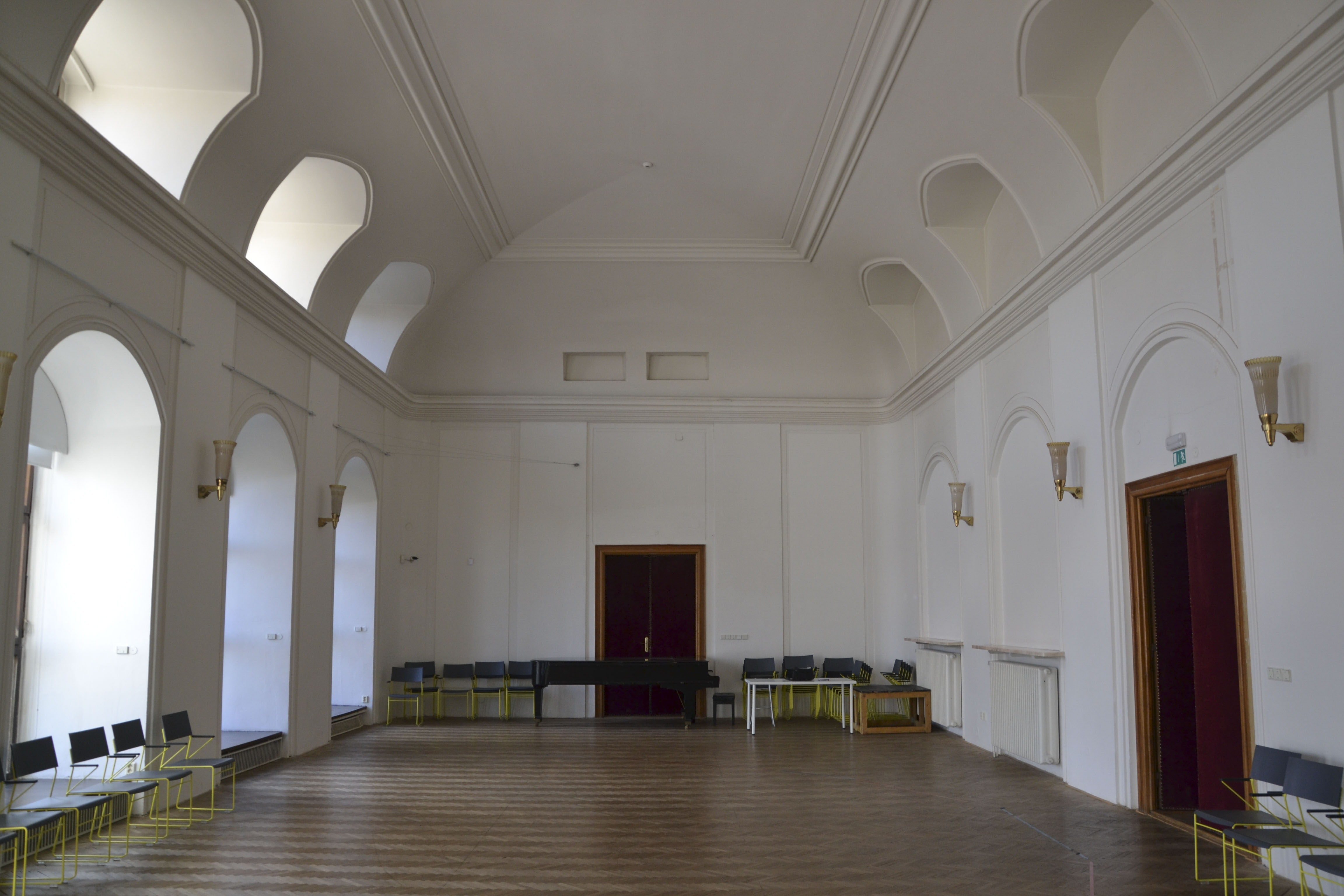
Knihovní sál
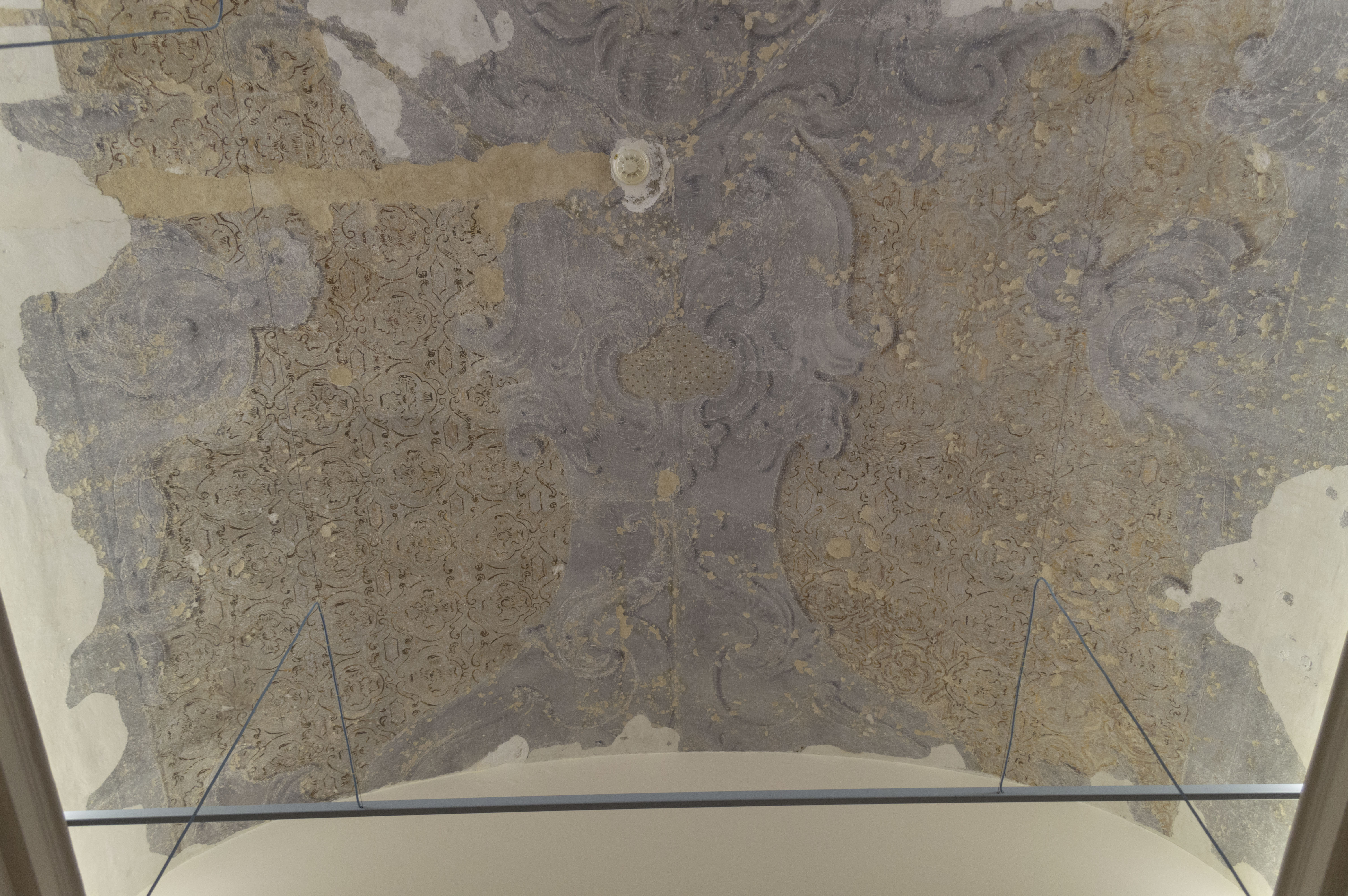
Freska na klenbě konventní sakristie, dnes kavárna
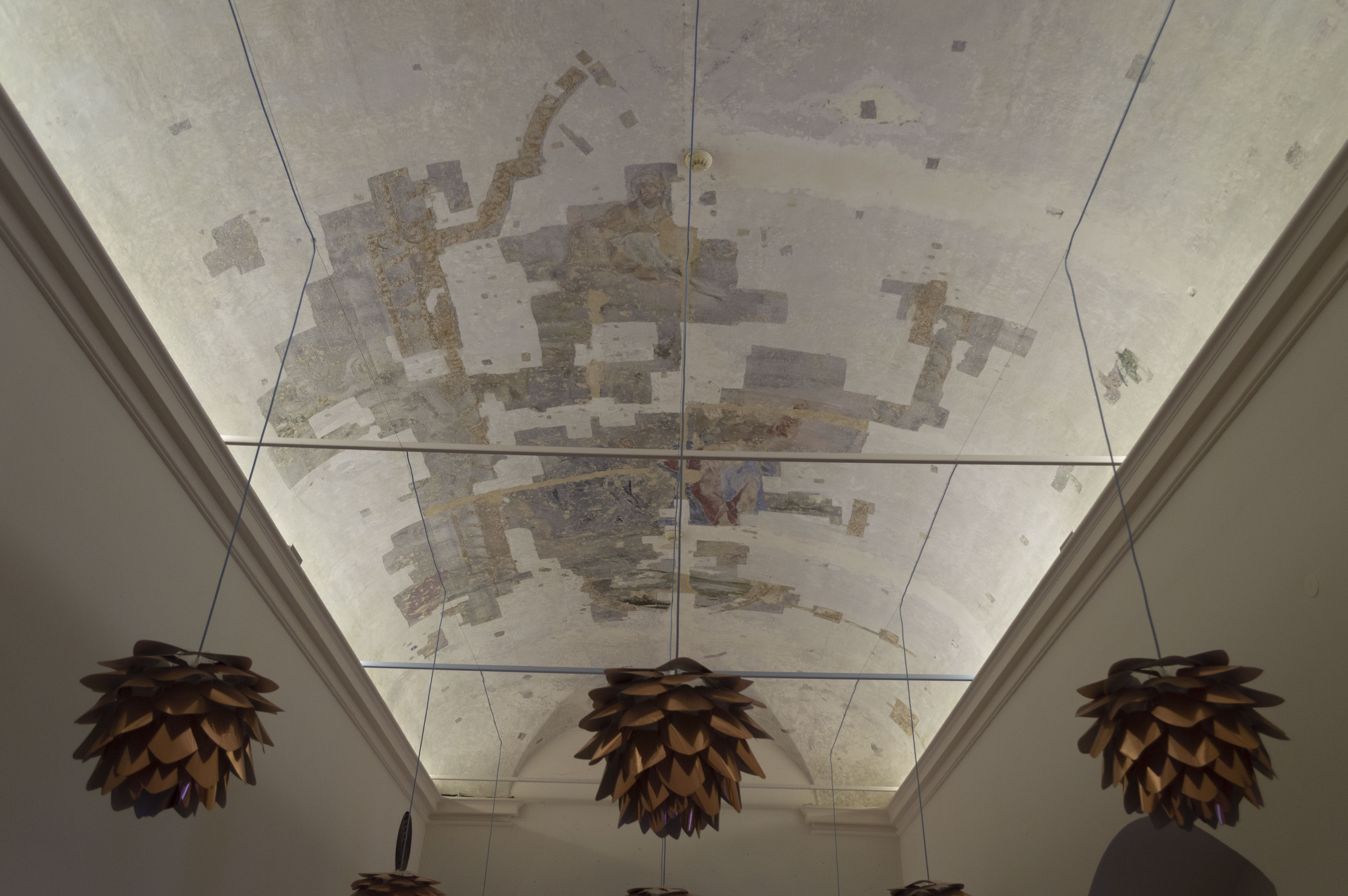
Freska J. T. Rottera na klenbě prelátské sakristie, dnes kavárna
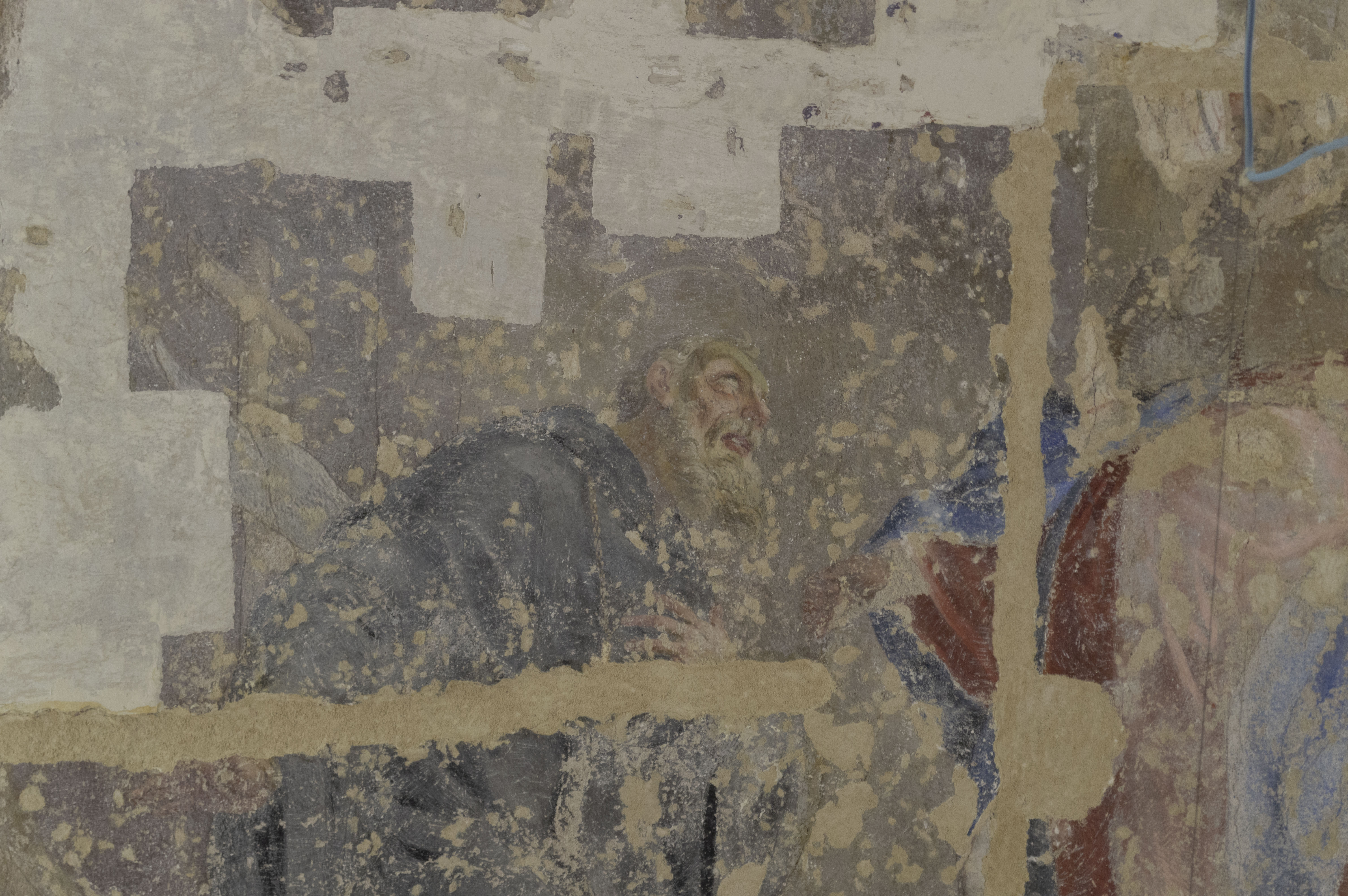
Detail fresky
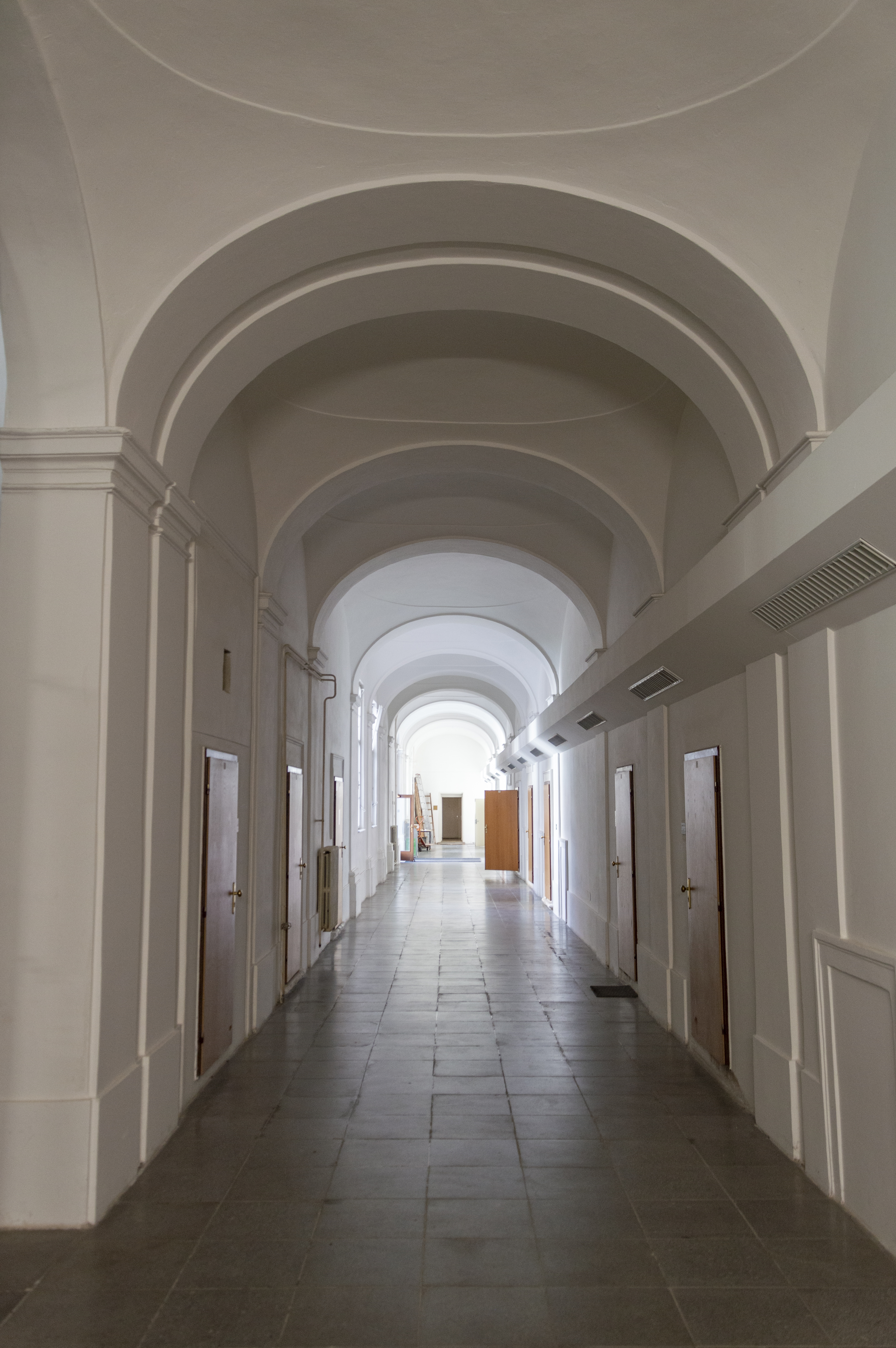
Chodba konventu
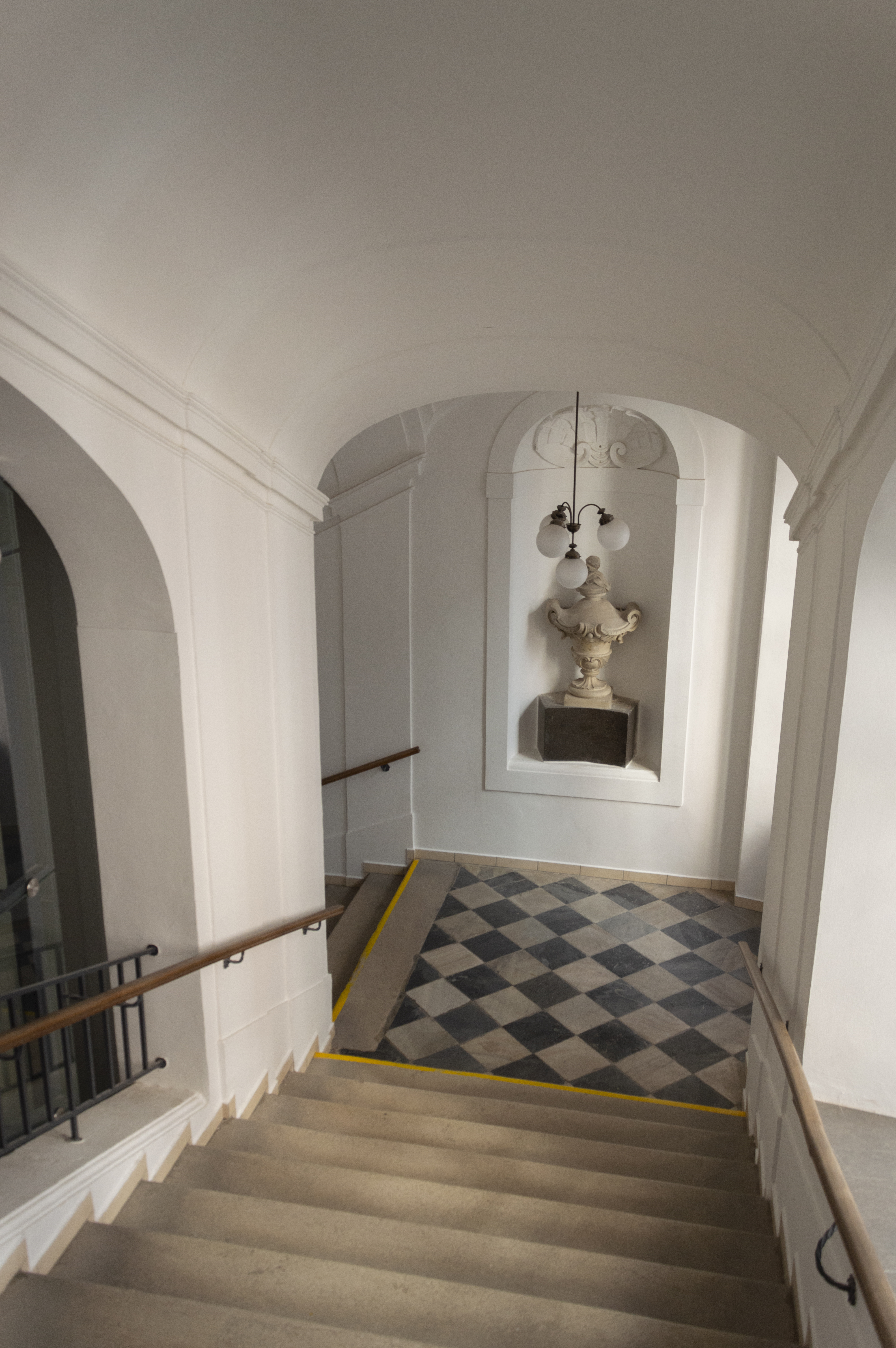
Schodiště v části konventu
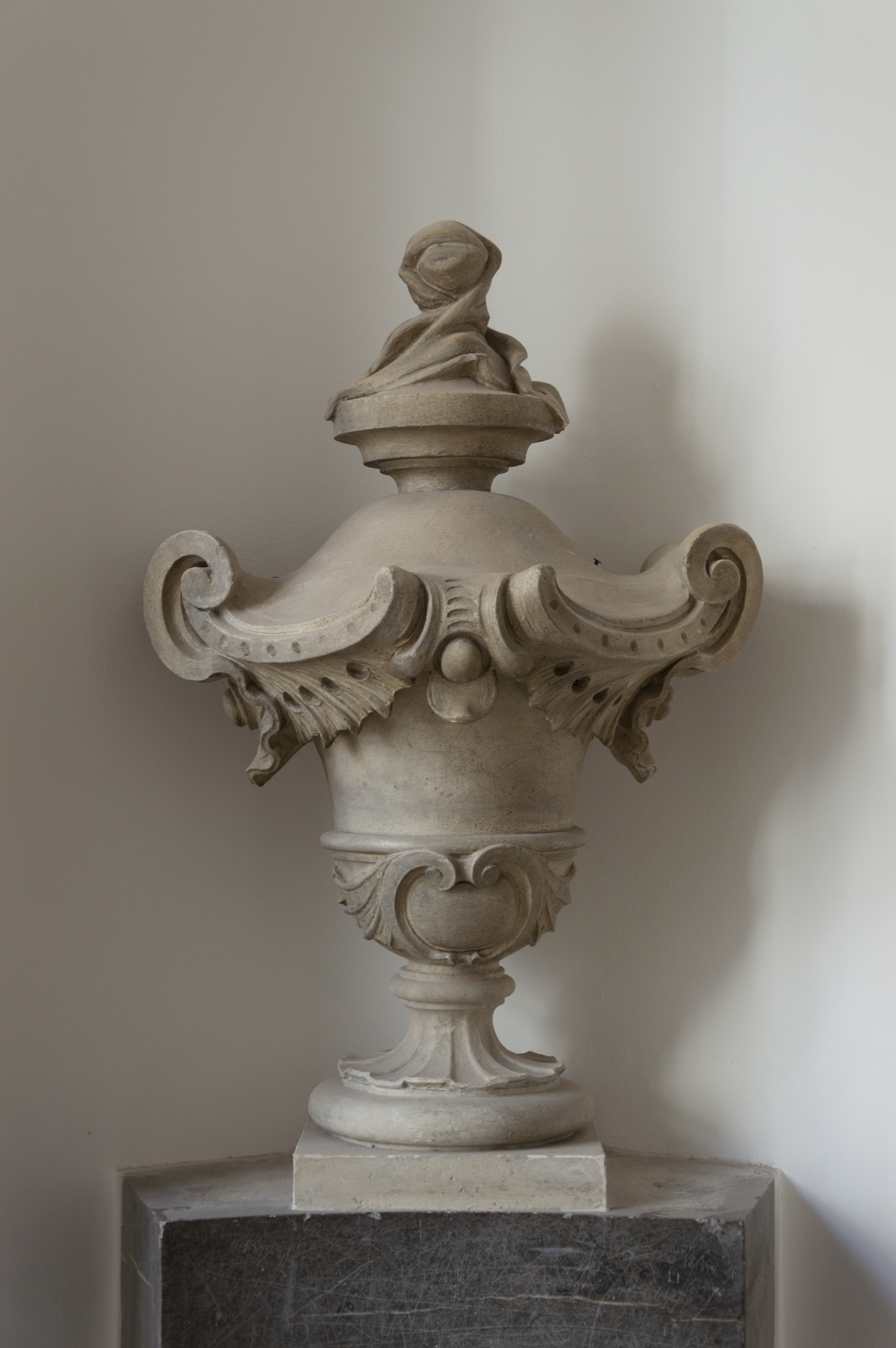
Ozdobná váza ve výklenku schodiště
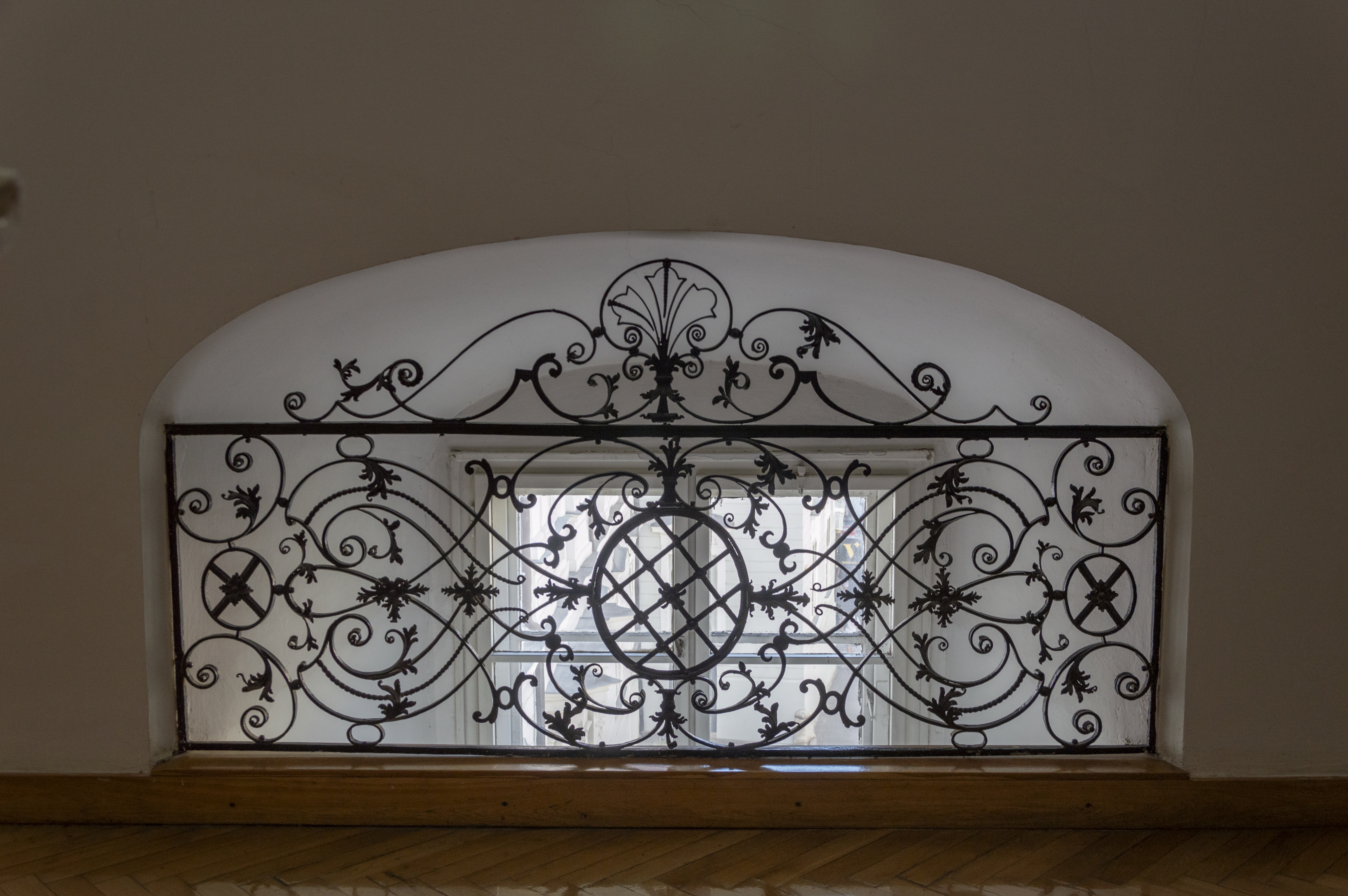
Ozdobná mříž na schodišti
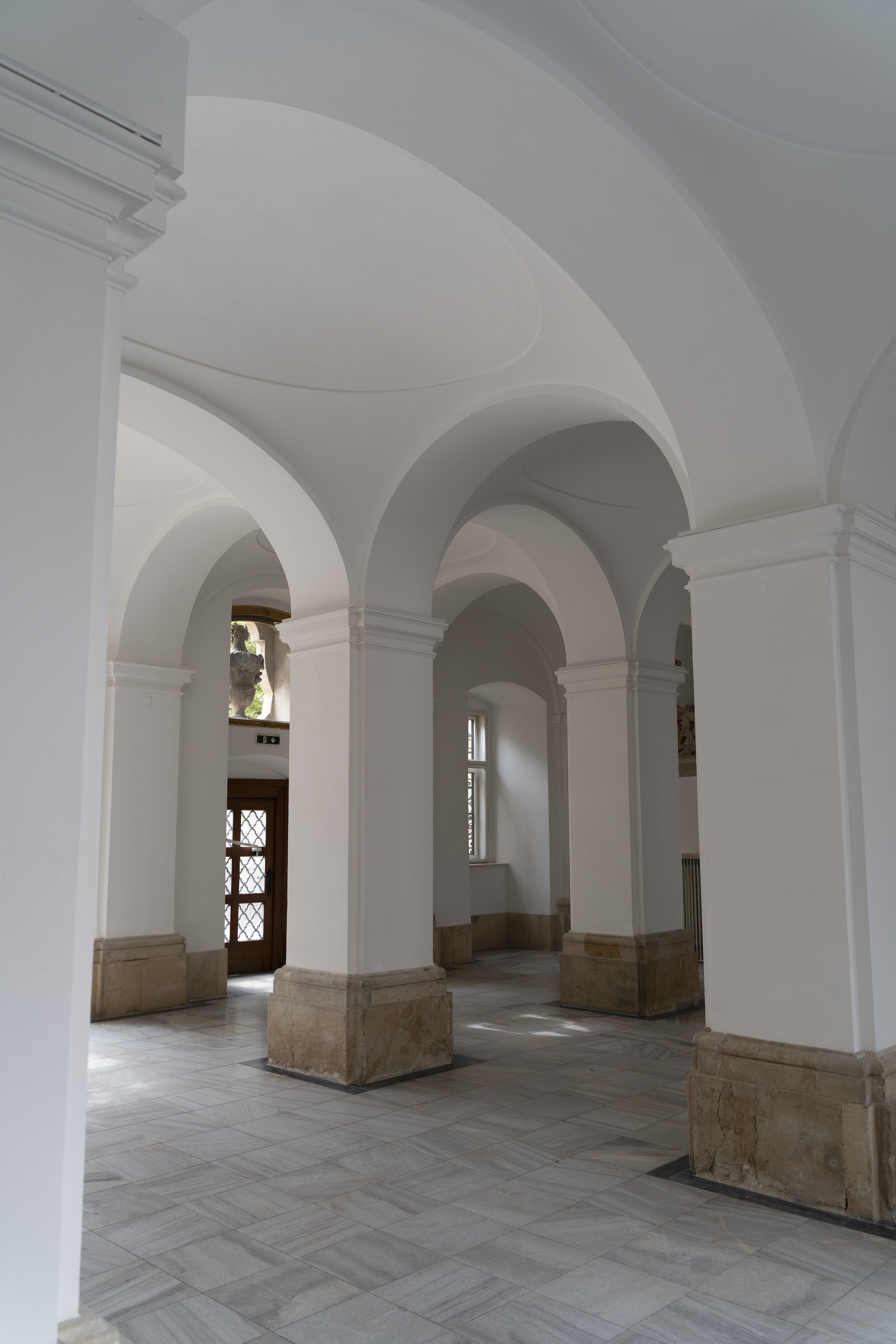
Vestibul